# Гонки на виживання
Гонки на виживання або ж перегони на виживання — контактний або екстремальний автокрос.

## Опис
Гонки на виживання це змагання, що належать до автомобільних дисциплін та мають спортивну складову, втім, зазвичай, їх вважають автомобільним шоу, а не видом спорту . Гонки на виживання часто називають автомобільними боями без правил, гладіаторськими автомобільними сутичками (боями), автомобільними війнами чи битвами, гонками на руйнування (така назва є основною у США і рідко зустрічається у Європі). Міжнародна автомобільна федерація не визнає гонки на виживання автомобільним спортом .

## В Україні
Вперше в Україні з гонками на виживання познайомилися на самому початку 90-х років ХХ століття завдяки телевізійним трансляціям цих перегонів з Крилатського на каналі УТ-1. Для української телеаудиторії їх коментував заслужений журналіст України Щербачов Валентин Васильович.

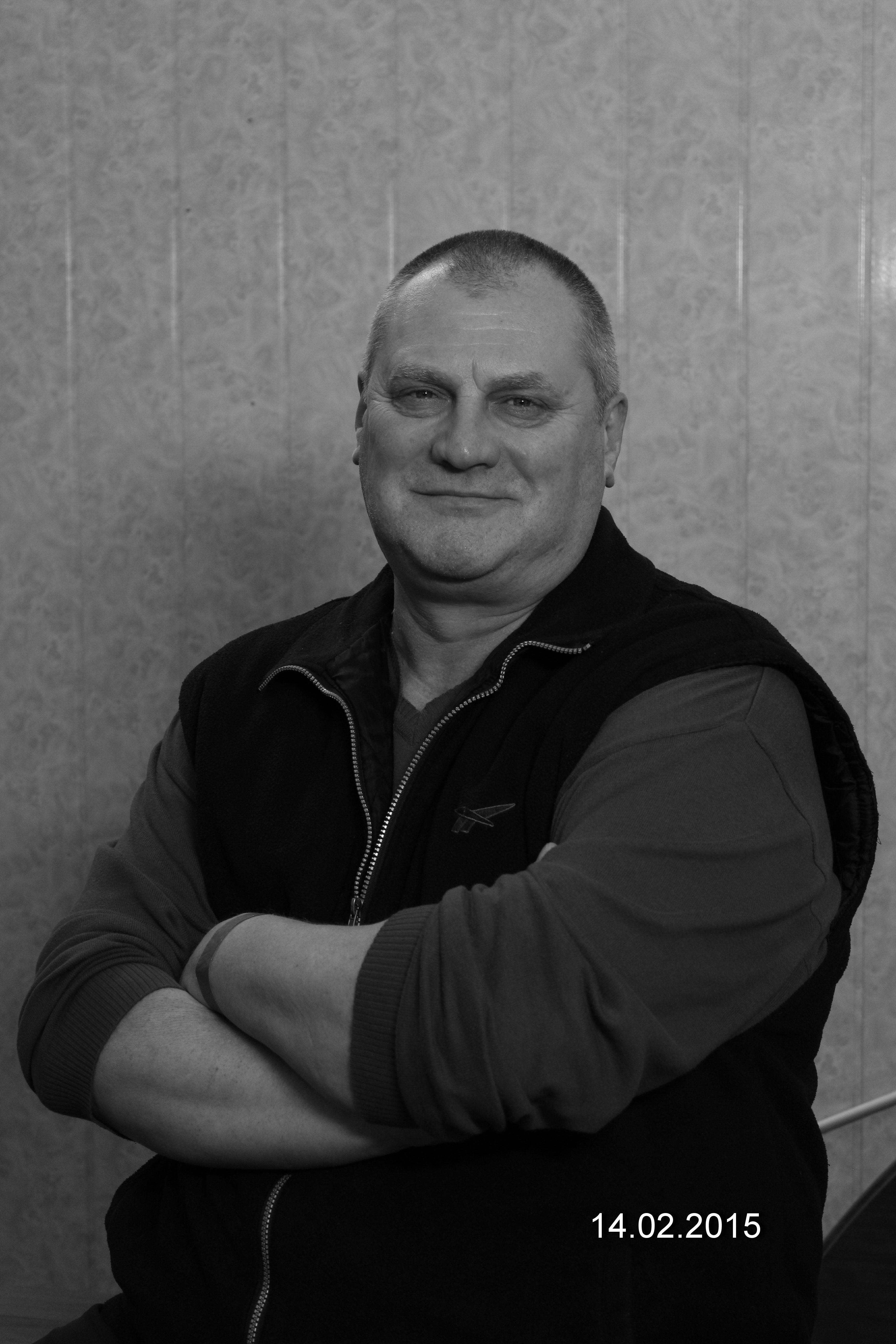
Михайло Голуб, 14.02.2015

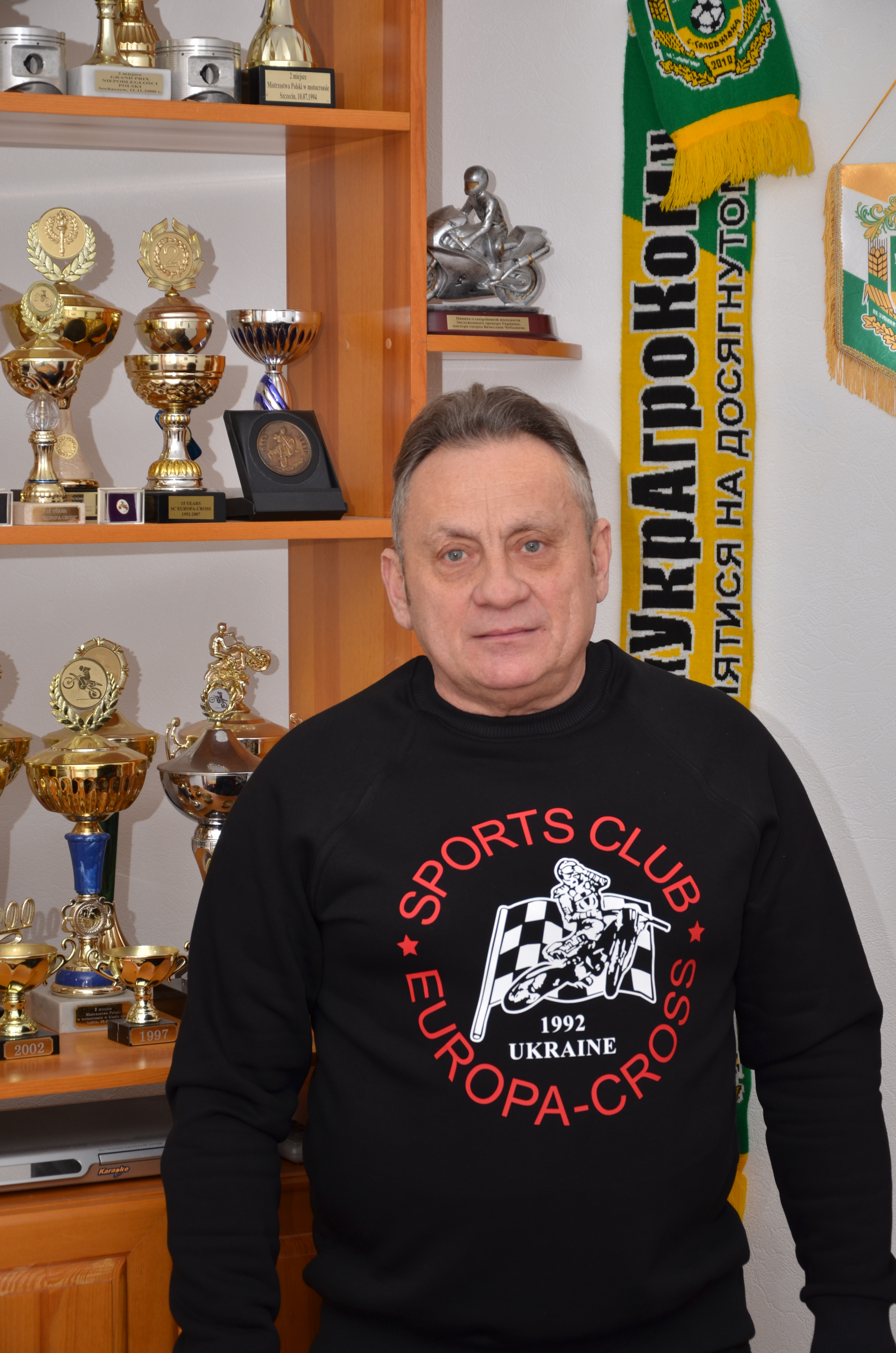
В'ячеслав Чебишев, 13.02.2015

Перші гонки на виживання в Україні пройшли 21 вересня 1996 року в Кіровограді (нині Кропивницький) та були присвячені  Дню міста. Їх організував кіровоградець Михайло Генріхович Голуб за участю олександрійця В'ячеслава Чебишева, який допоміг у підготовці траси, вирішив питання озвучування змагань і коментував ці перші в Україні гонки на виживання. Він же здійснював зв'язок з пресою, щоб ця подія не залишилася поза увагою журналістів. Головним суддею тих змагань був кіровоградець Леонід Миколайович Чорний, заслужений тренер УРСР, почесний майстер спорту СРСР з мотоспорту. Головним секретарем був син Михайла Голуба Павло.
На участь у першій гонці заявки подали чотири людини. Це сам організатор змагань Михайло Голуб, співробітник однієї з частин пожежної охорони міста Кіровограда Олександр Мірошниченко, співробітник газети «Все Про Все» (видання в той час було титульним спонсором всіх гонок на виживання) Геннадій Заблодський та інструктор по спорту спортивно-технічного клубу (СТК) «Вікторія», що діяв при автотранспортному підприємстві (АТП) 13555 міста Кіровограда, кандидат у майстри спорту з автоспорту Віктор Євдокімов (прізвисько — «Віца»). Гонки на виживання пройшли на трасі «Завадівка» у присутності великої кількості глядачів.
Та історична гонка почалася з форс-мажору. У Геннадія Заблодського не завівся автомобіль, і він не взяв участі у змаганнях. Незважаючи на це, гонки вийшли видовищними, дуже цікавими і з інтригою. Розуміючи, що учасників заявлено мало, трасу спеціально зробили дуже короткою (близько 400 метрів) і досить вузькою. Не пощастило і Олександру Мірошниченко. У нього після старту почалися проблеми з машиною, і він не був кваліфікований в цих змаганнях. Гонка між двома пілотами, що залишилися, була багата на контактну боротьбу, що приводило в захват уболівальників, і завершилася перемогою Віктора Євдокімова. Другим був Михайло Голуб. Гонки на виживання в Україні відбулися.
Ці змагання поклали початок серії гонок на виживання 1996 року. Другий етап відбувся 19 жовтня 1996 року, де стартувало шість машин, а третій етап пройшов 24 листопада 1996 року за участю семи гонщиків. Всі гонки пройшли на трасі «Завадівка». Цей цикл змагань проводився під егідою організації «КлАР» − абревіатура від «Клуб авто-родео», де засновником був Михайло Голуб. Незабаром ця організація була їм перейменована в «Авто-шок».
Гонки на виживання 1997, 1998 і 1999 років проводилися за принципом: «Зима» і «Літо», як окремі самостійні цикли.

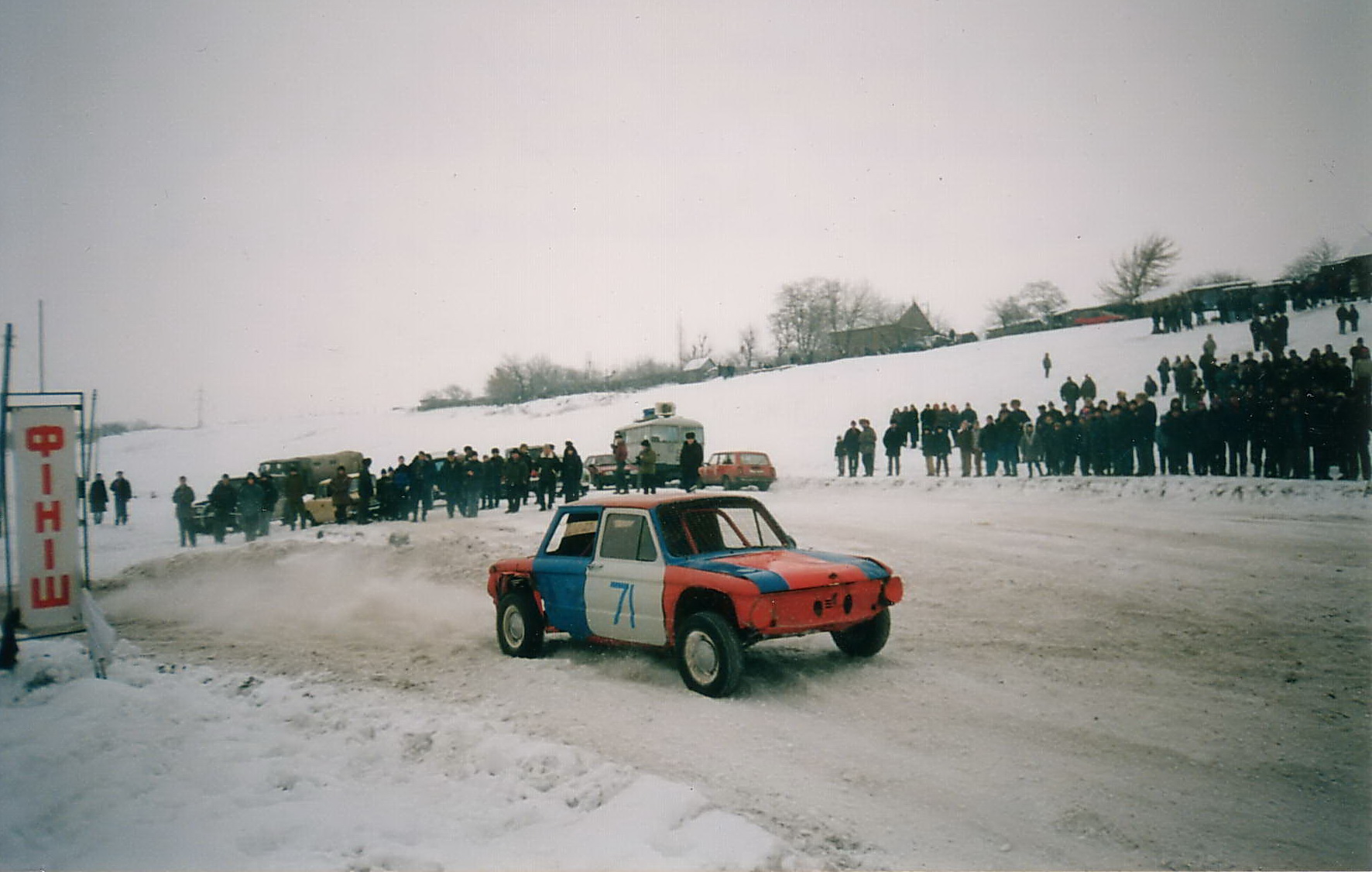
Сергій Борщ на трасі «Завадівка», Кіровоград, зимова серія 1997 року

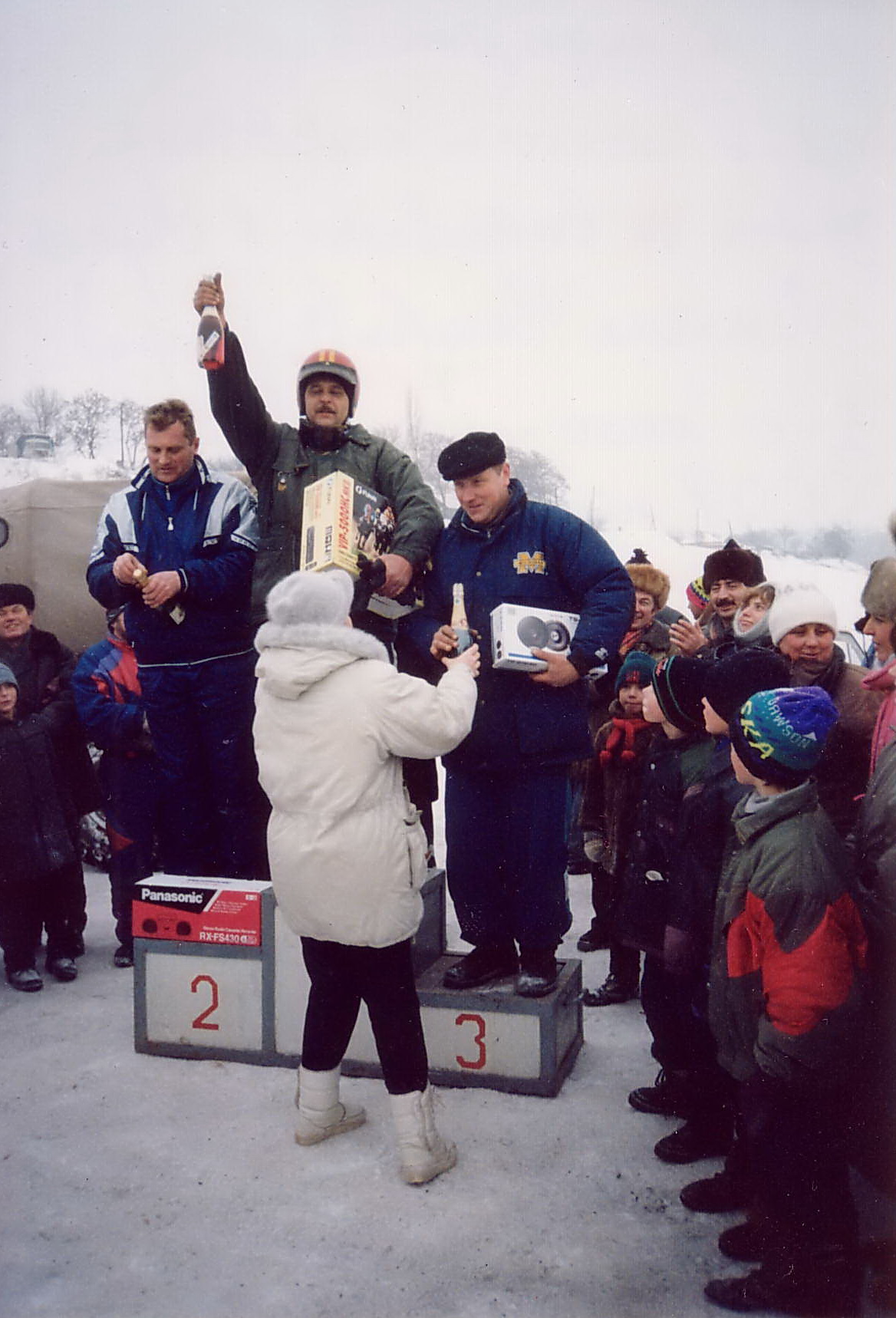
На подіумі кіровоградець Михайло Голуб (друге місце), олександрієць майстер спорту СРСР з автоспорту Сергій Борщ (перше місце), кіровоградець Олександр Шаманський (третє місце), Кіровоград, зимова серія 1997 року

Так, зимова серія 1998 року складалася з наступних етапів:
1-й етап — 11 січня — траса «Завадівка», Кіровоград
2-й етап — 8 лютого — траса «Завадівка», Кіровоград
3-й етап — 8 березня — траса «Завадівка», Кіровоград
4-й етап — 22 березня — траса «Спарта-Родео», Кривий Ріг
Пізніше, з багатьох причин, від зимових етапів організатори гонок на виживання відмовилися.

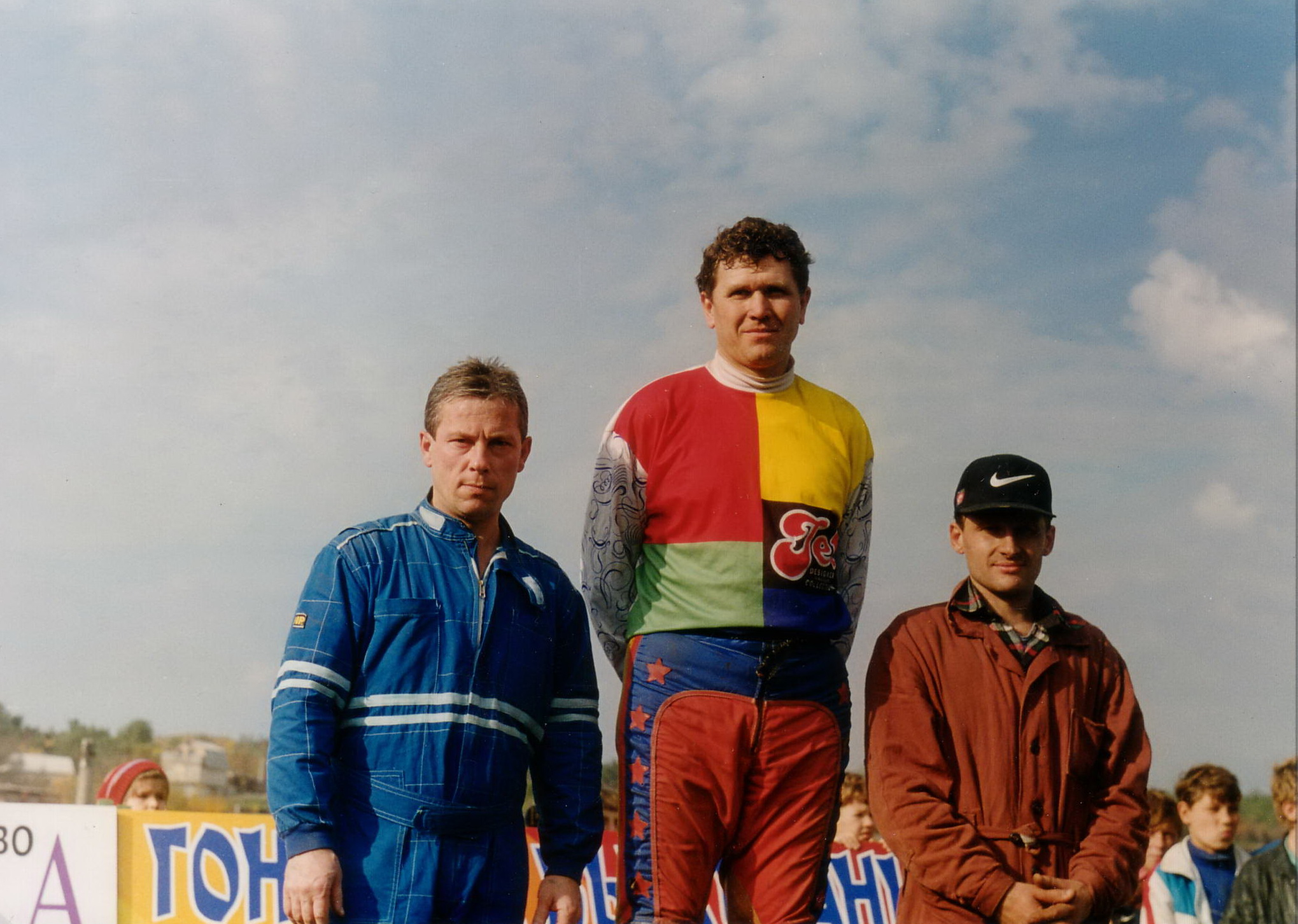
На подіумі кіровоградець Віктор Євдокімов (друге місце), криворожанин Віталій Бондар (перше місце), криворожанин Олександр Мєдвєдєв (третє місце), Кіровоград, літня серія 1997 року

Завдяки організаторським здібностям Михайла Голуба, під час перерв між заїздами на трасі «Завадівка» свої показові виступи демонстрували пілоти і парашутисти місцевого аероклубу, мотокросмени, велосипедисти, наїзники, майстри авто-родео з Кривого Рогу.

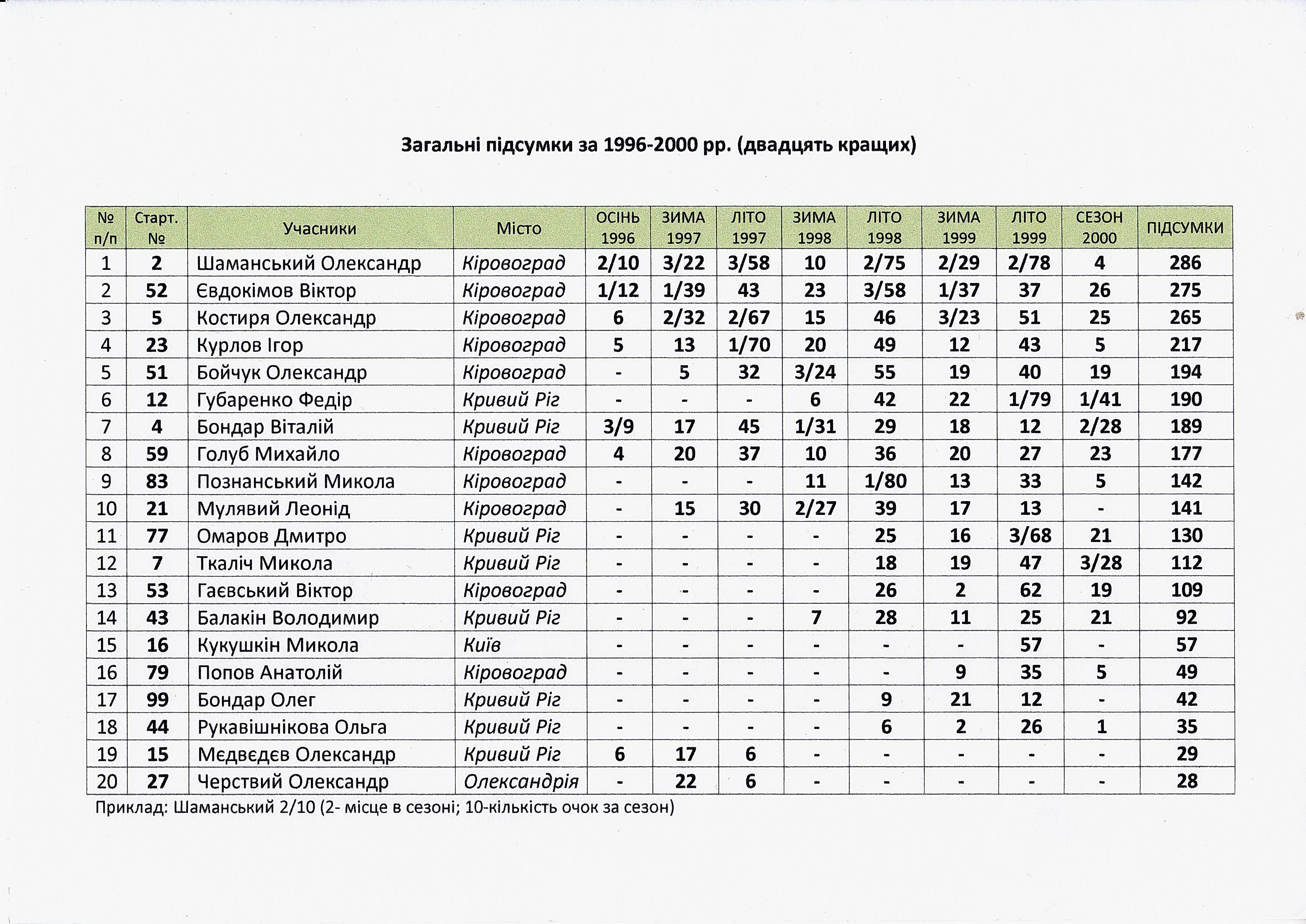
Підсумки за 1996–2000 рр

У Кіровограді 30 вересня 2001 року відбулося урочисте відкриття стадіону-треку для гонок на виживання. Його в 101 мікрорайоні Кіровограда неподалік від взуттєвої фабрики побудував Михайло Голуб. Стадіон отримав таку ж назву, як і клуб — «Авто-шок». Відкриття було приурочено до першої гонки на цій спеціалізованій споруді, що зібрала велику кількість глядачів і була першим етапом сезону 2001 року. А повний календар сезону 2001 року був таким:
1-й етап — 30 вересня — стадіон «Авто-шок», Кіровоград
2-й етап — 14 жовтня − стадіон «Авто-шок», Кіровоград
3-й етап — 27 жовтня — траса «Спарта-Родео», Кривий Ріг
4-й етап (фінал сезону) — 18 листопада — стадіон «Авто-шок», Кіровоград
Згодом, через непомірну орендну плату за землю, яку виставили Михайлу Голубу, він відмовився від оренди землі, і демонтував все, що побудував на стадіоні «Авто-шок». З тих пір гонки на виживання в Кропивницькому не проводяться. Невдовзі (в 2008 році) Михайло Голуб переїхав на постійне місце проживання до Москви.
Вперше гонки на виживання в Олександрії Кіровоградської області були проведені 9 вересня 2001 року до Дня фізичної культури і спорту України за ініціативи Чебишева В'ячеслава Олексійовича. Їх організатором виступив Спортивний клуб «Європа-крос». У них взяли участь два олександрійських гонщика — кандидат у майстри спорту з мотоспорту Володимир Крисько та Валерій Сандул. Змагання пройшли при великій кількості глядачів.
Після цього була довга пауза у проведенні гонок на виживання на Спортивній автомототрасі «Вербова Лоза». Це було пов'язано з тим, що основний організатор таких змагань Спортивний клуб «Європа-крос» сконцентрував свою діяльність на мотокросі і шосейно-кільцевих мотоперегонах, а В'ячеслав Чебишев в 2003, 2004 і 2005 роках працював тренером у Польщі.

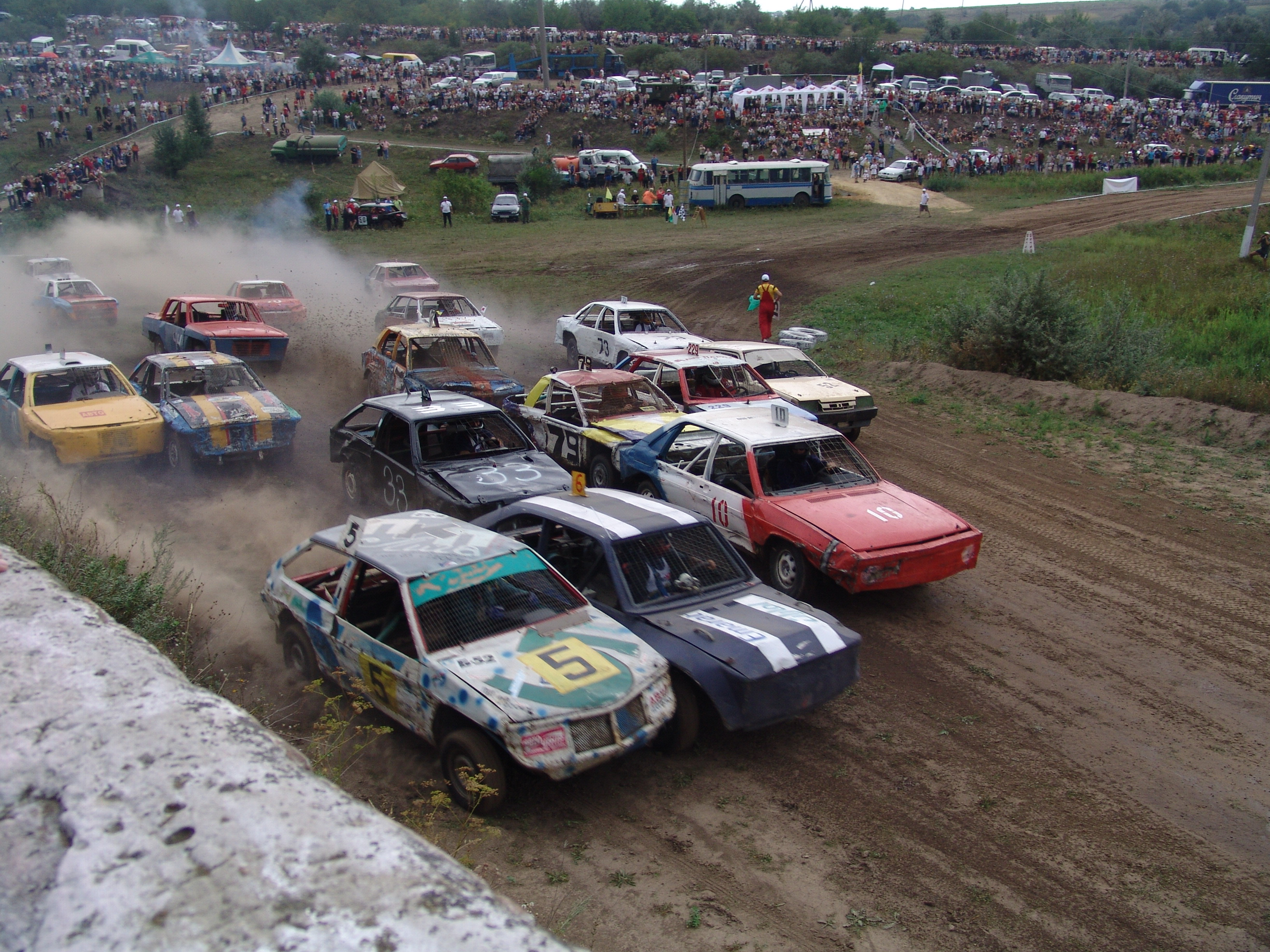
Гонки на виживання в Олександрії, 26.08.2007

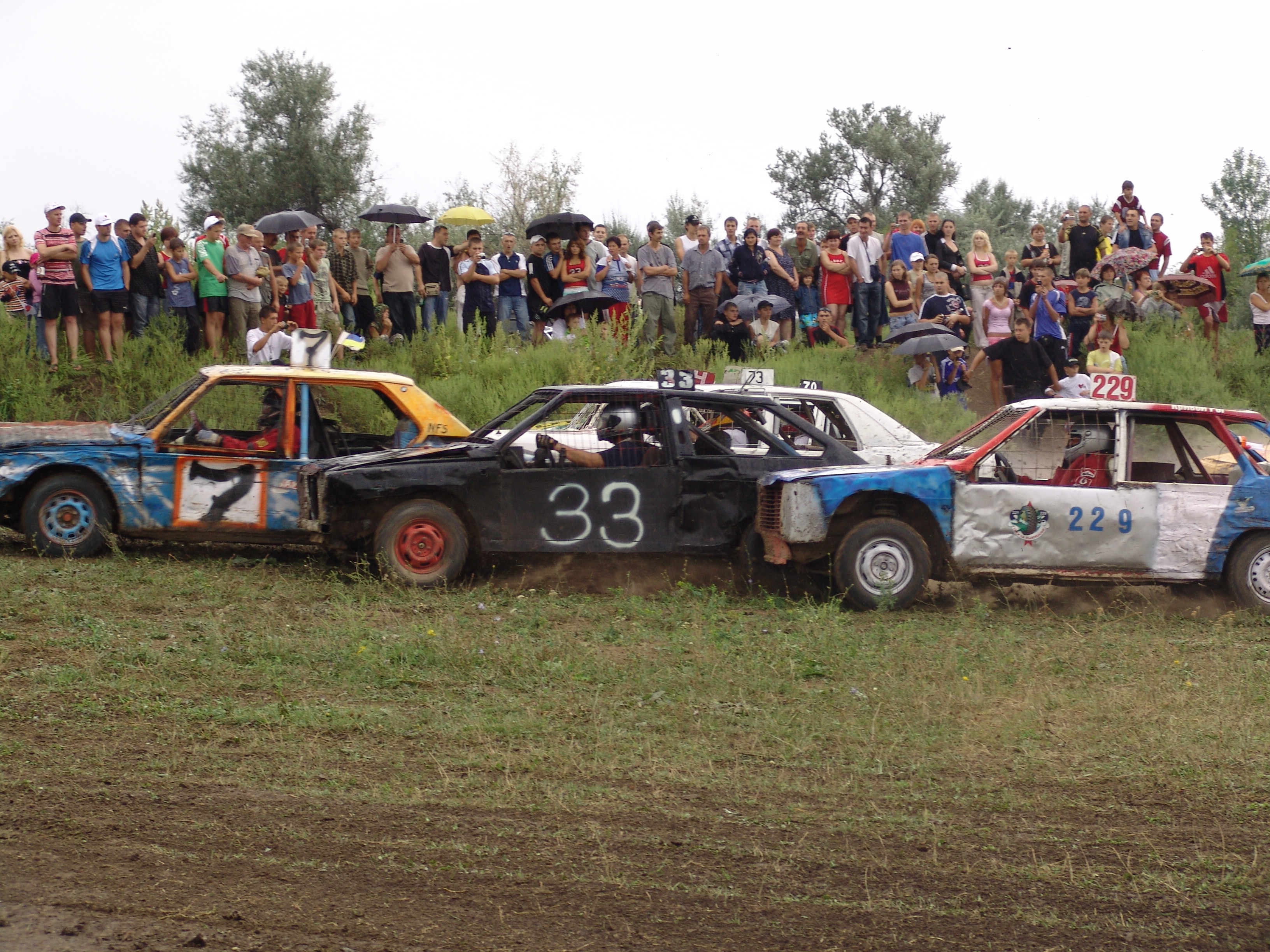
Гонки на виживання в Олександрії, 26.08.2007

Після шестирічної перерви гонки на виживання повернулися до Олександрії. Вони були проведені 26 серпня 2007 року на Спортивній автомототрасі «Вербова Лоза» і присвячувалися Дню незалежності України, Дню шахтаря і 15-річчю спортивного клубу «Європа-крос», який і виступив їх організатором. Вони пройшли в присутності близько 20 тисяч уболівальників, що є абсолютним рекордом відвідування гонок на виживання і відвідуваності Спортивної автомототраси «Вербова Лоза». З того часу гонки на виживання в Олександрії проводяться практично щорічно (з різних причин вони не були проведені в 2014 році).
У 2008 році Спортивна автомототраса «Вербова Лоза» відзначила своє 40-річчя. До цієї дати Спортивний клуб «Європа-крос» 31 серпня 2008 року провів на ній гонки на виживання, за участю 19 гонщиків. Вперше в історії гонок на виживання в цих змаганнях була застосована електронна система старту з п'ятьма червоними сигнальними ліхтарями від світлофора, яку для Спортивного клубу «Європа-крос» виготовив фахівець з електроніки Віктор Тітов з підприємства «Світло-Центр» (Олександрія).

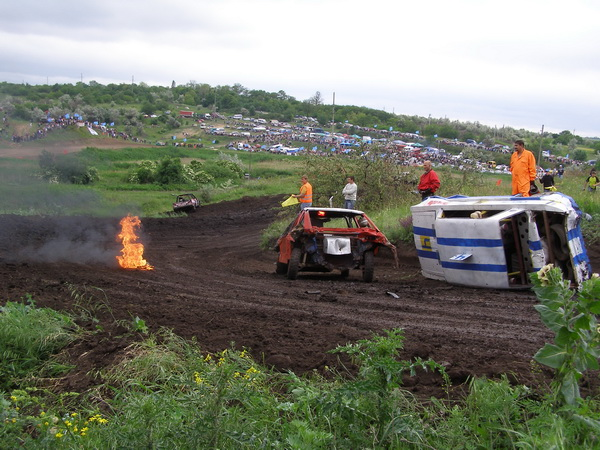
Гонки на виживання в Олександрії, 05.06.2010

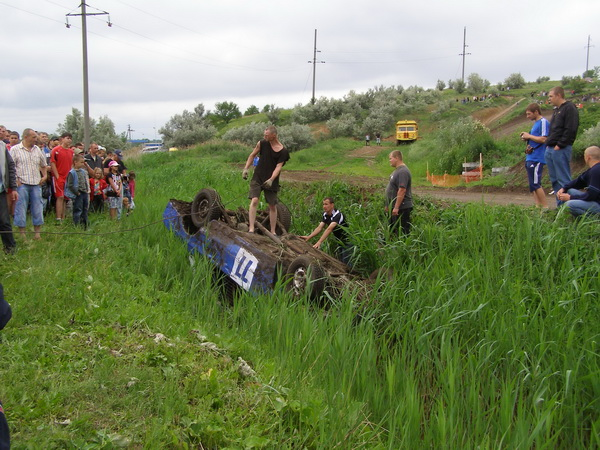
Гонки на виживання в Олександрії, 05.06.2010

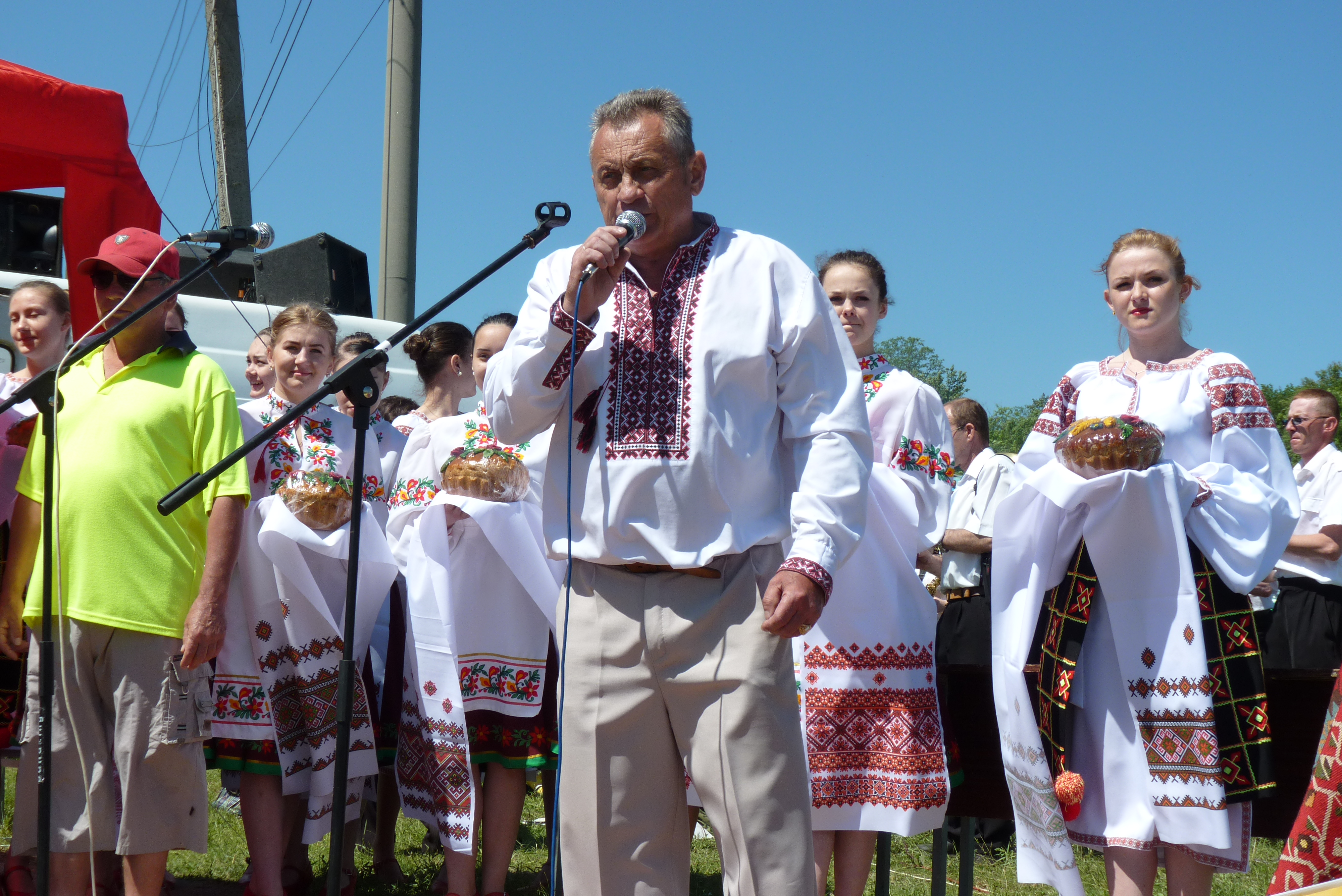
В'ячеслав Чебишев відкриває змагання в Олександрії, 6.06.2015

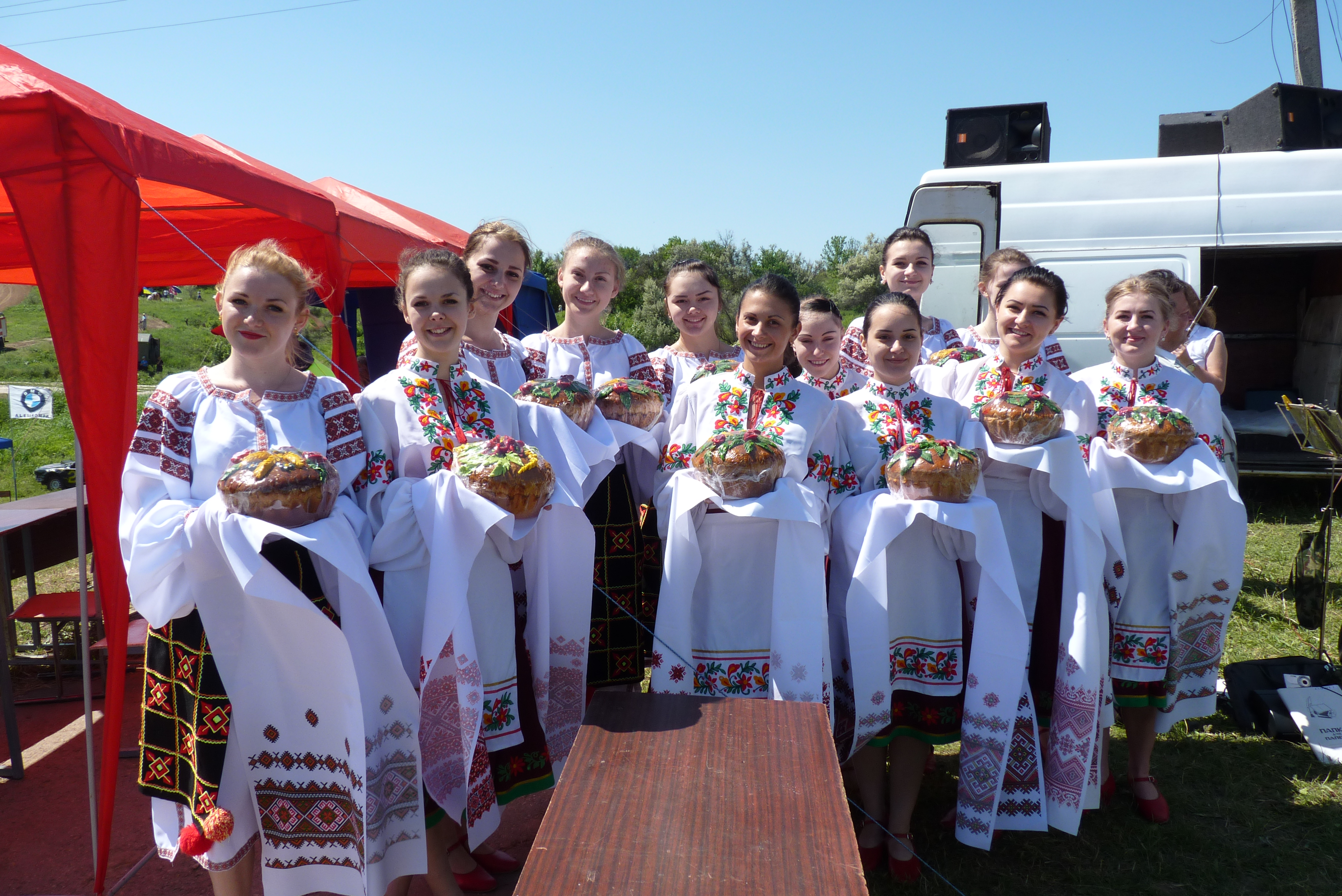
Відкриття змагань в Олександрії, 6.06.2015

Дати проведення гонок на виживання в Олександрії Спортивним клубом «Європа-крос» 
9 вересня 2001 року
26 серпня 2007 року
31 серпня 2008 року
30 серпня 2009 року
5 червня 2010 року
28 травня 2011 року
26 травня 2012 року
25 травня 2013 року
6 червня 2015 року 
18 червня 2016 року
10 червня 2017 року

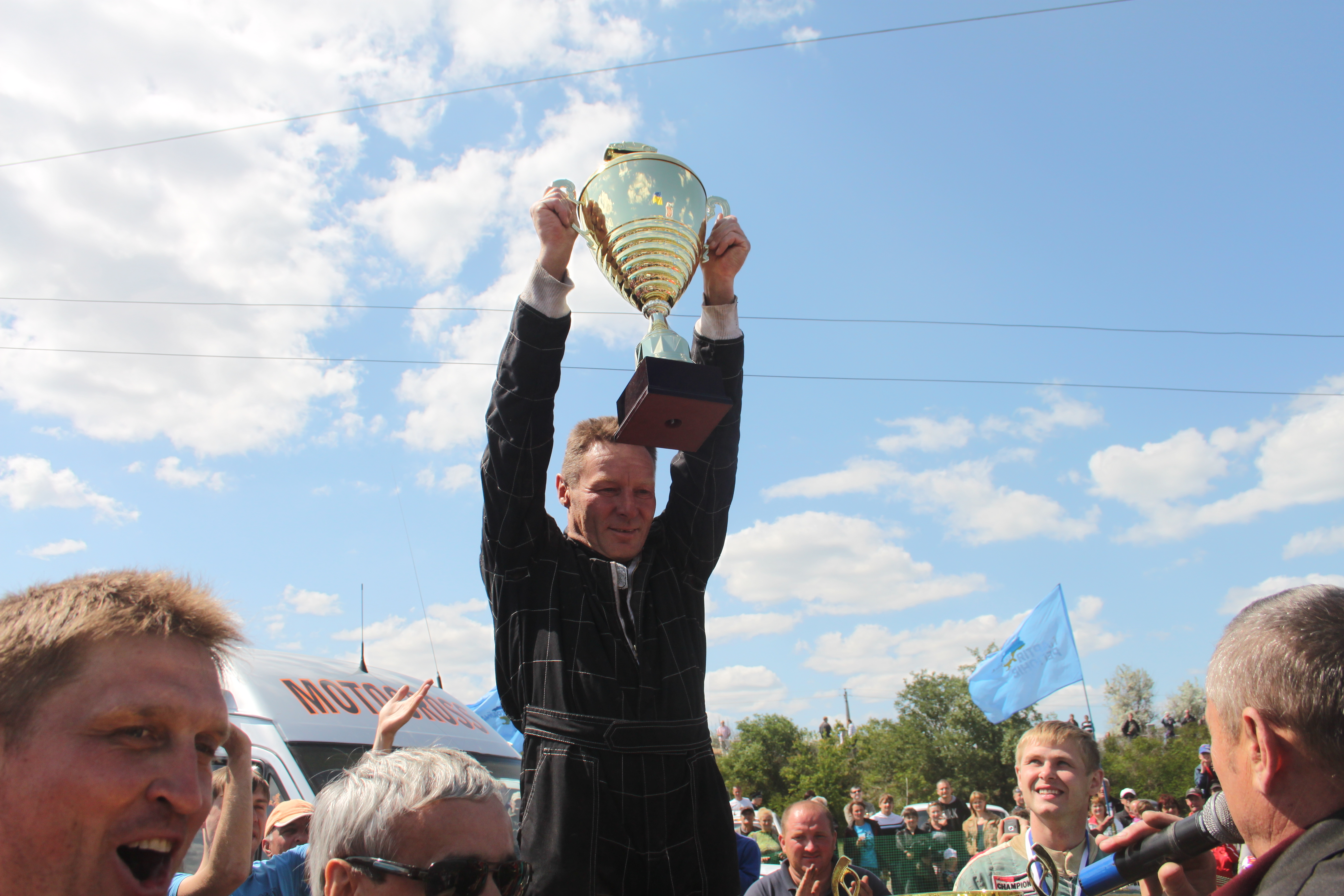
Олександр Місюренко, Олександрія, 26.05.2012

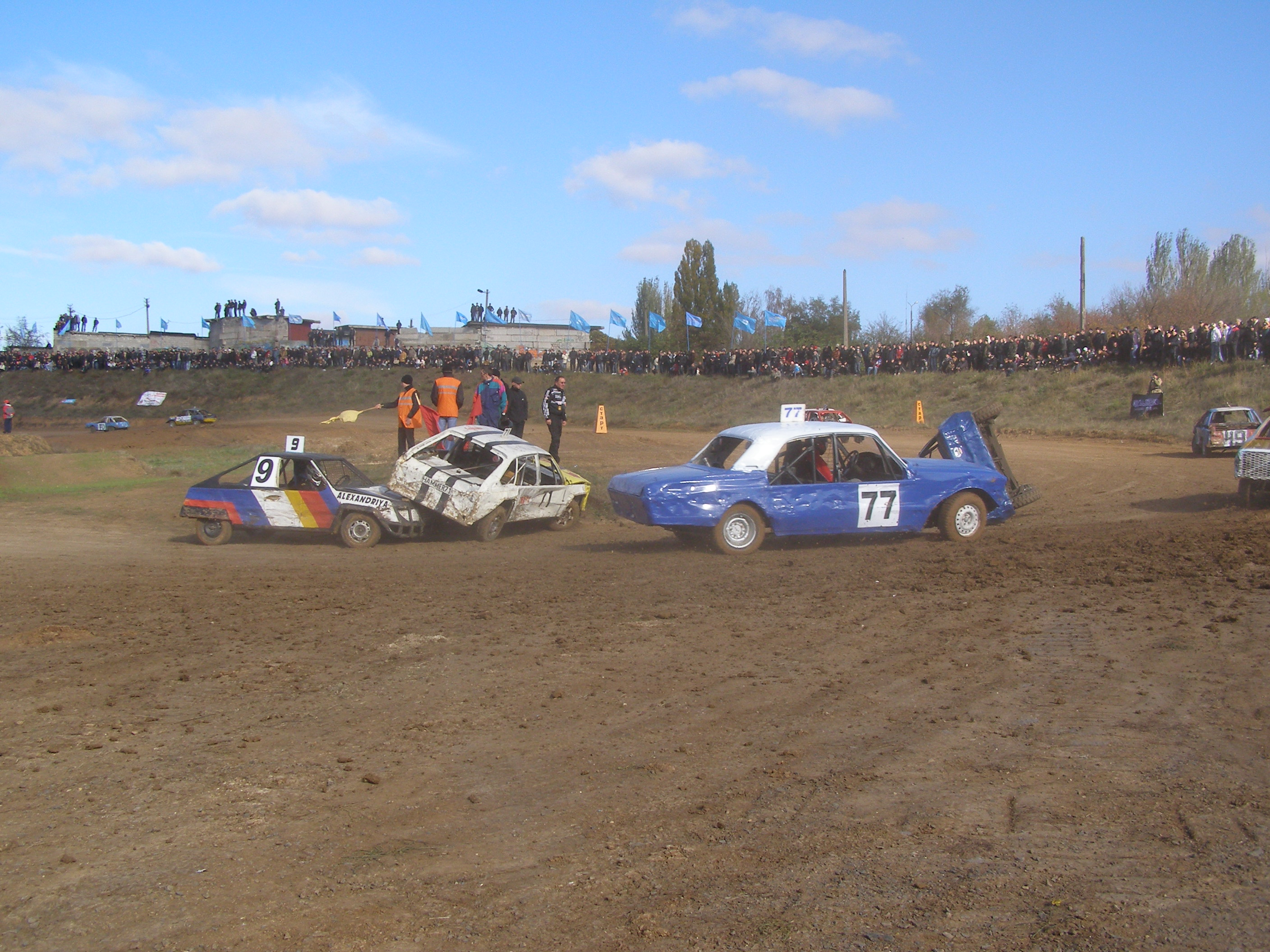
Гонки на виживання в Кривому Розі, 31.10.2009

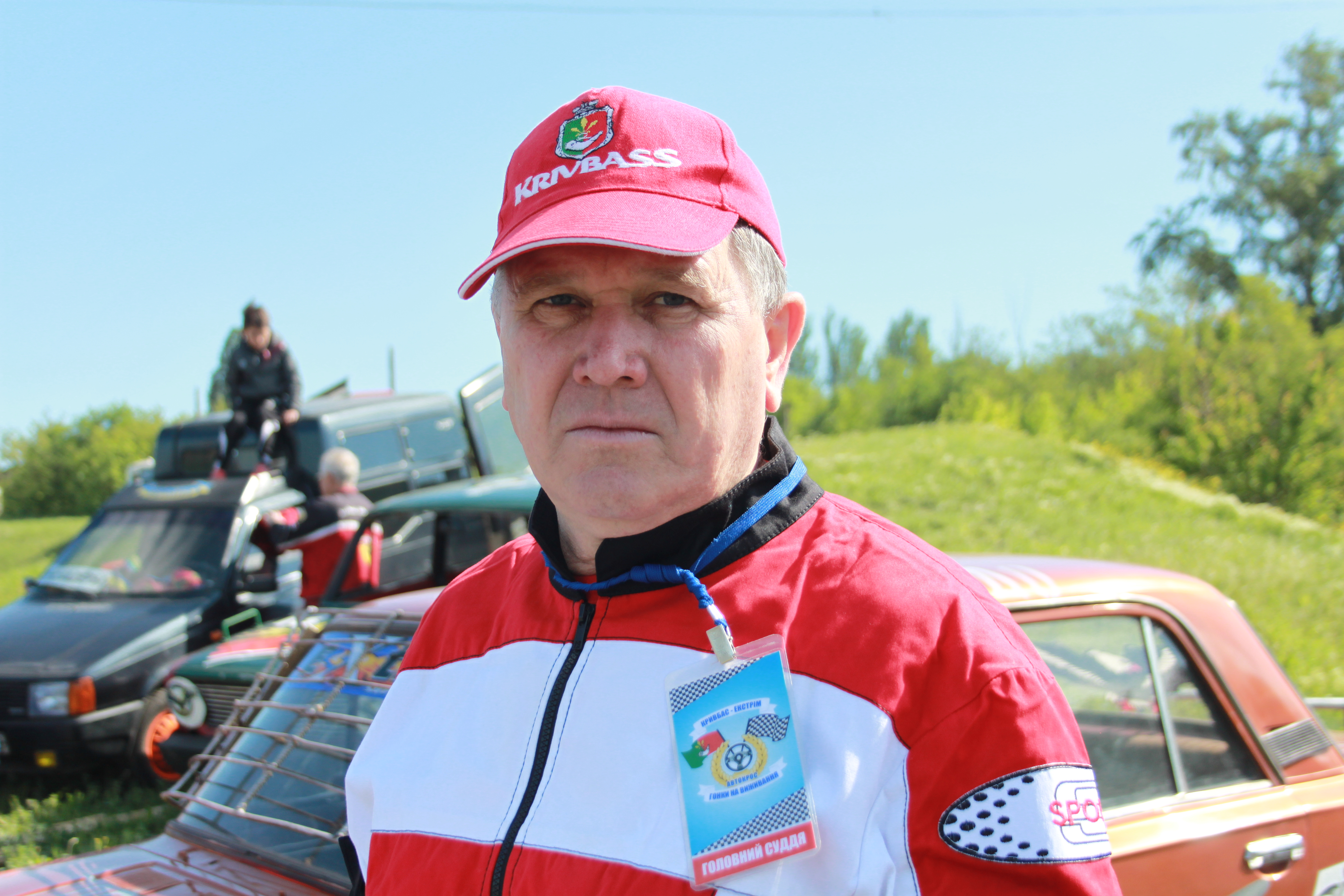
Віталій Бондар,Кривий Ріг, 16.05.2015

Одним з центрів  гонок на виживання в Україні є місто Кривий Ріг Дніпропетровської області.
Першим подвижником гонок на виживання в цьому місті став відомий каскадер і авто-мото гонщик майстер спорту з мотоспорту Бондар Віталій Анатолійович (прізвисько в гонках на виживання −"Цар"). Він брав участь у таких змаганнях і організовував їх на першій трасі для гонок на виживання в Кривому Розі, яка називалася − «Спарта-Родео». Перші гонки на виживання на ній пройшли 26 жовтня 1997 року. Після того, як через травму спини він не зміг брати участь у подібних змаганнях, Віталій Бондар став беззмінним головним суддею всіх гонок на виживання, що проводяться в Україні.

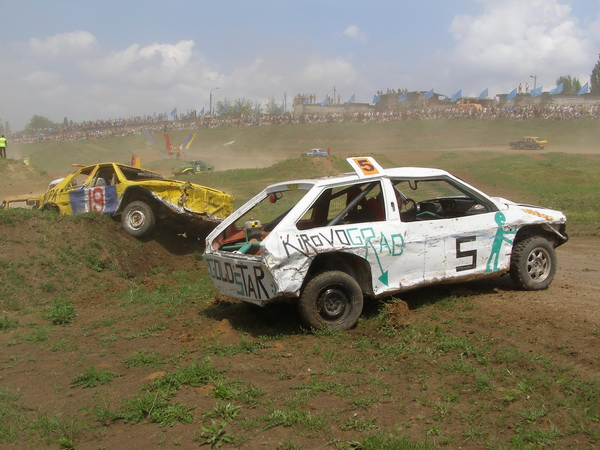
Гонки на виживання в Кривому Розі, 15.05.2010

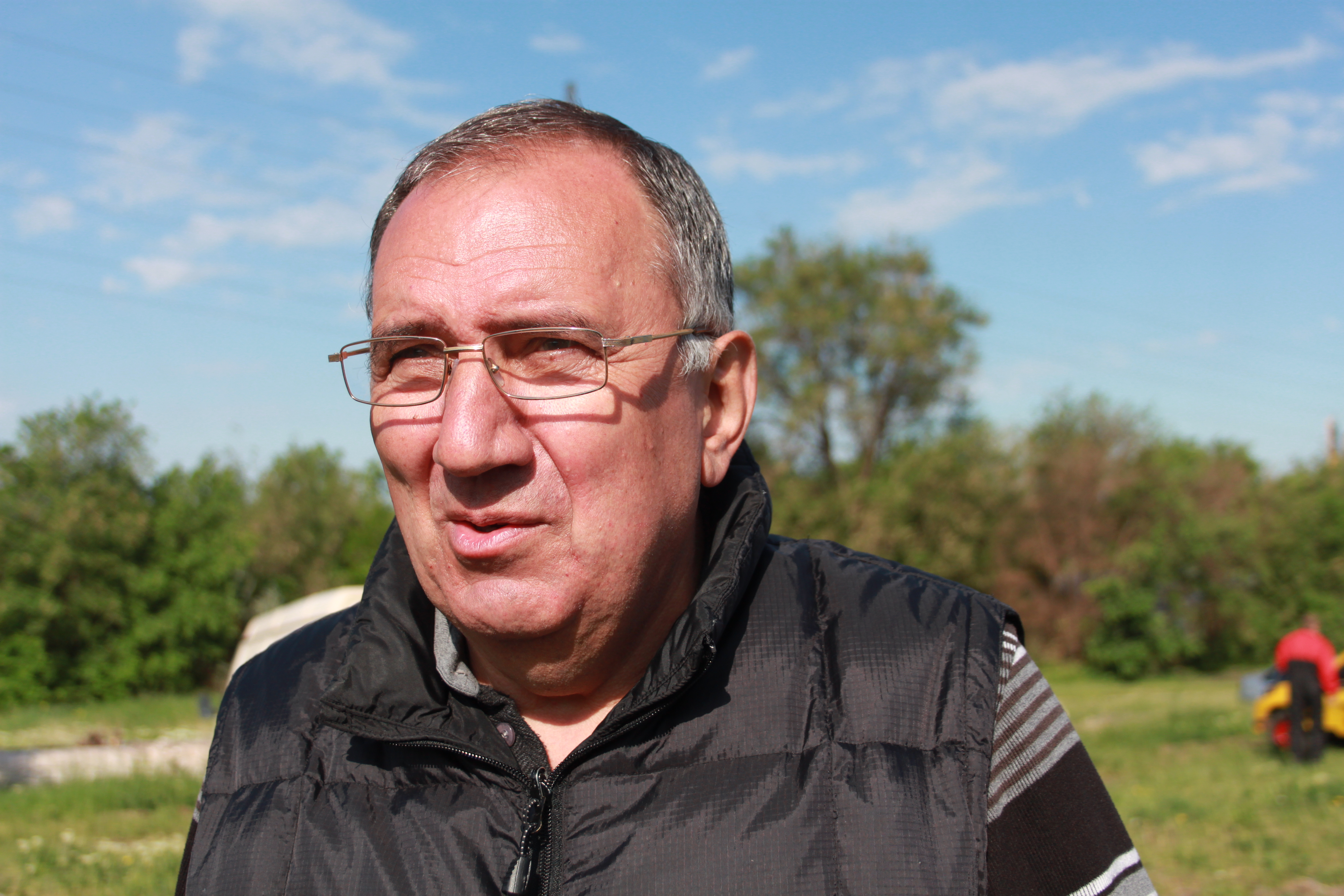
Федір Губаренко, Кривий Ріг, 16.05.2015

З зими 1998 року гонками на виживання почав займатися криворожанин Губаренко Федір Федорович (прізвисько в гонках на виживання − «Дід», автомобіль «Волга»). З його ім'ям пов'язані популяризація та розвиток гонок на виживання в Кривому Розі. Згодом він став ключовою фігурою в організації гонок на виживання в Україні, як координатор таких змагань. Губаренко Федір Федорович − голова міської федерації технічних видів спорту «Кривбас-Екстрім», яка була офіційно зареєстрована в Кривому Розі в жовтні 1996 року (з того самого часу він її і очолює). У Саксаганському районі Кривого Рогу 26 жовтня 2006 року був урочисто відкритий стадіон-трек «Кривбас-Екстрім». Цього дня при скупченні близько 10 тисяч глядачів на цій спеціалізованій споруді були проведені і гонки на виживання, і мотокрос. Саме завдяки зусиллям і наполегливості Федора Губаренка і був побудований цей один з найкращих у Східній Європі автомотодром.

Стаття про відкриття автомотодрому

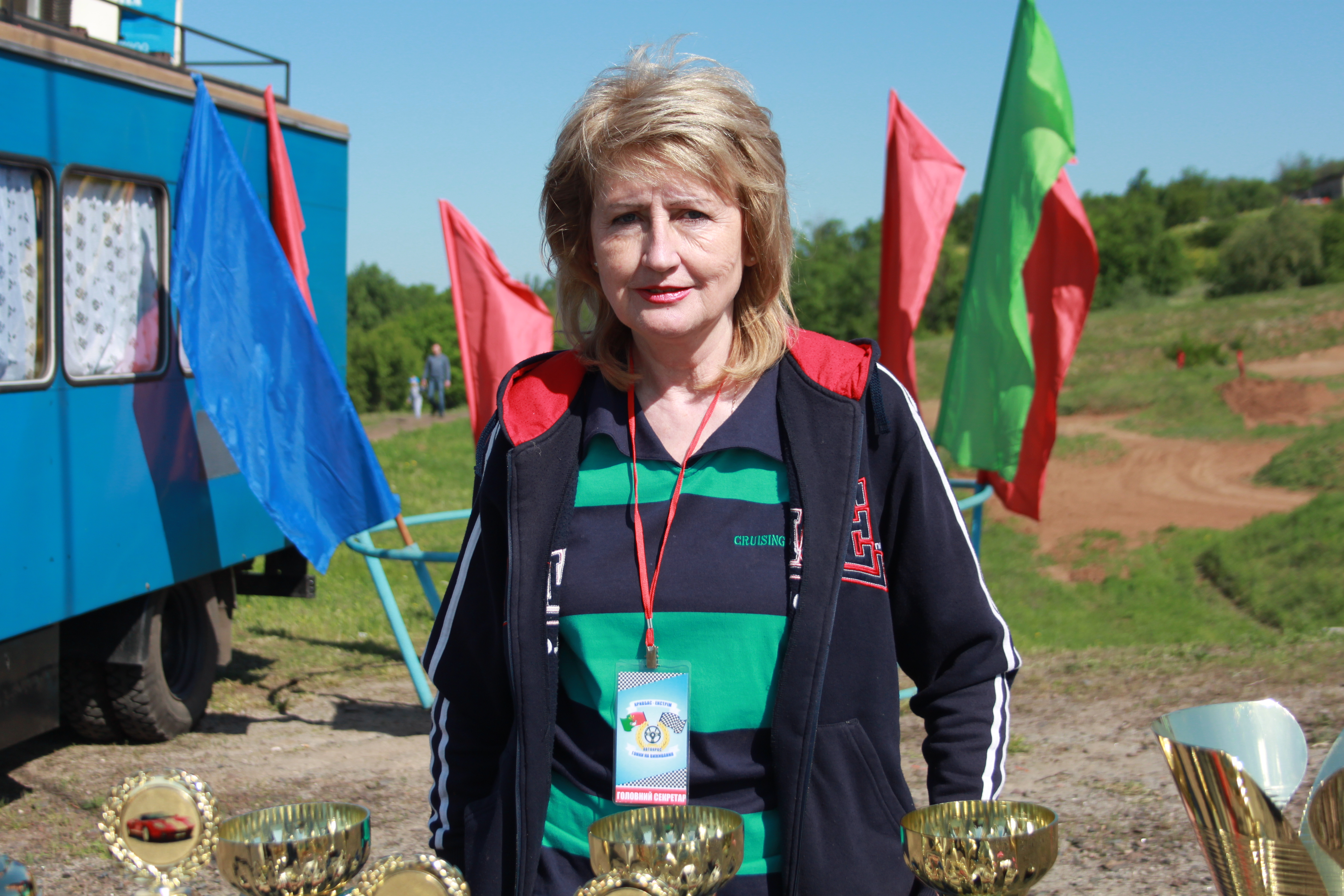
Валентина Травинська, Кривий Ріг, 16.05.2015

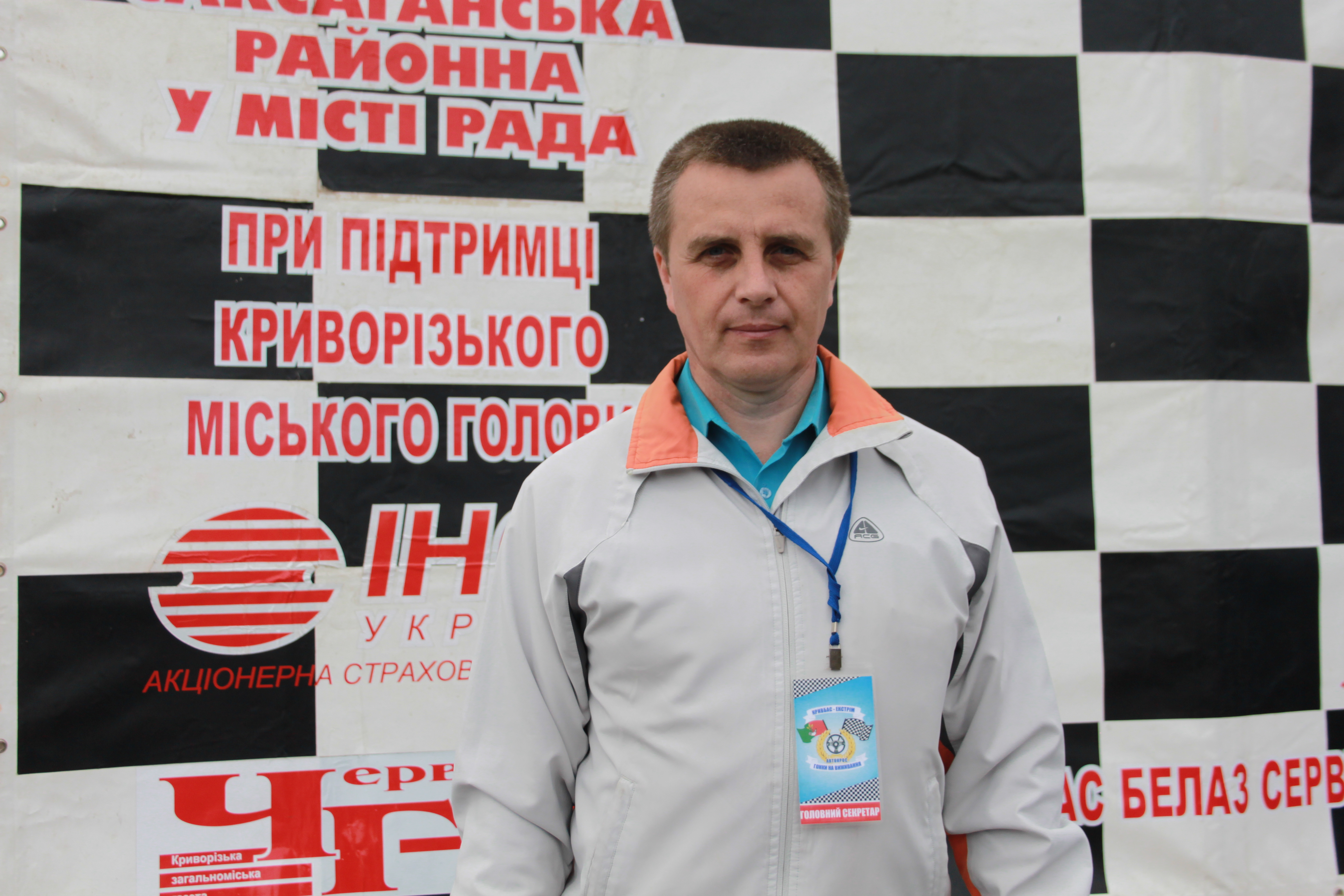
Валентин Толбас під час змагань, Кривий Ріг, 13.05.2017

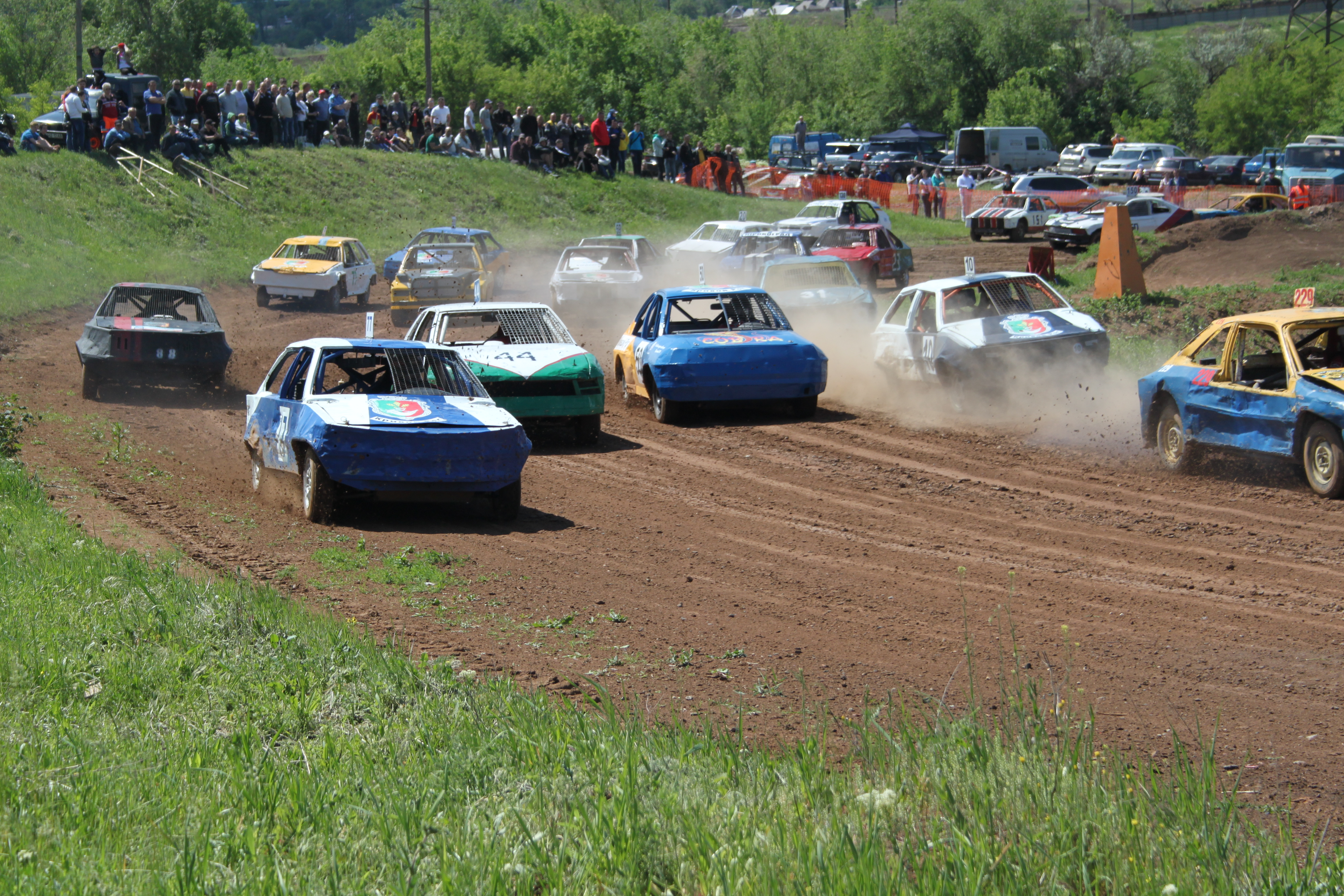
Старт дано, Кривий Ріг, 16.05.2015

Етнічна полячка криворожанка  Валентина Миколаївна Травинська була беззмінним головним секретарем всіх гонок на виживання, в якому б місті України вони не проводилися. Вона померла 27 квітня 2017 року від онкозахворювання. З 2016 року по 2019 рік головним секретарем цих змагань був Валентин Олександрович Толбас, на той час голова комітету з фізичної культури та спорту Саксаганської районної у місті Кривому Розі ради. З 2019 року головним секретарем змагань стала криворожанка Лариса Володимирівна Бородина.
У Кривому Розі щорічно проводиться найбільше число гонок на виживання і він представлений найбільшою кількістю учасників.

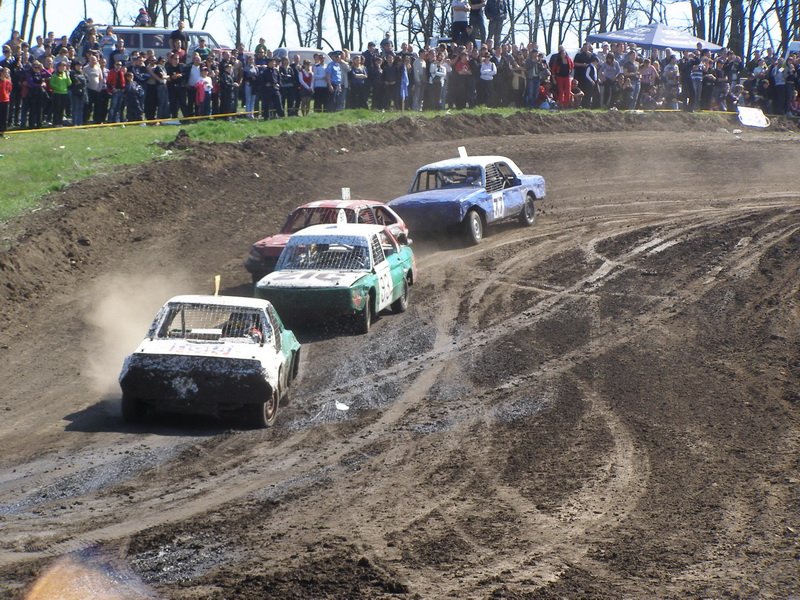
Гонки на виживання в Запоріжжі, 24.04.2010

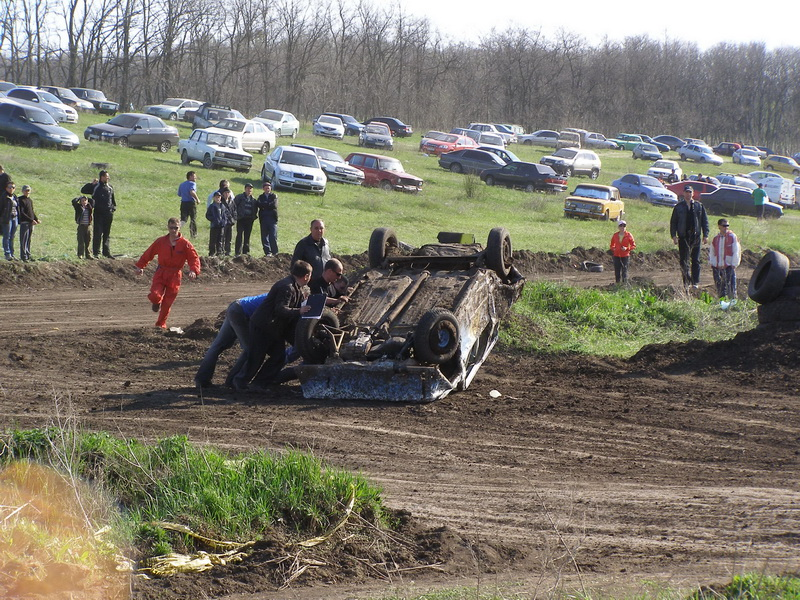
Гонки на виживання в Запоріжжі, 24.04.2010

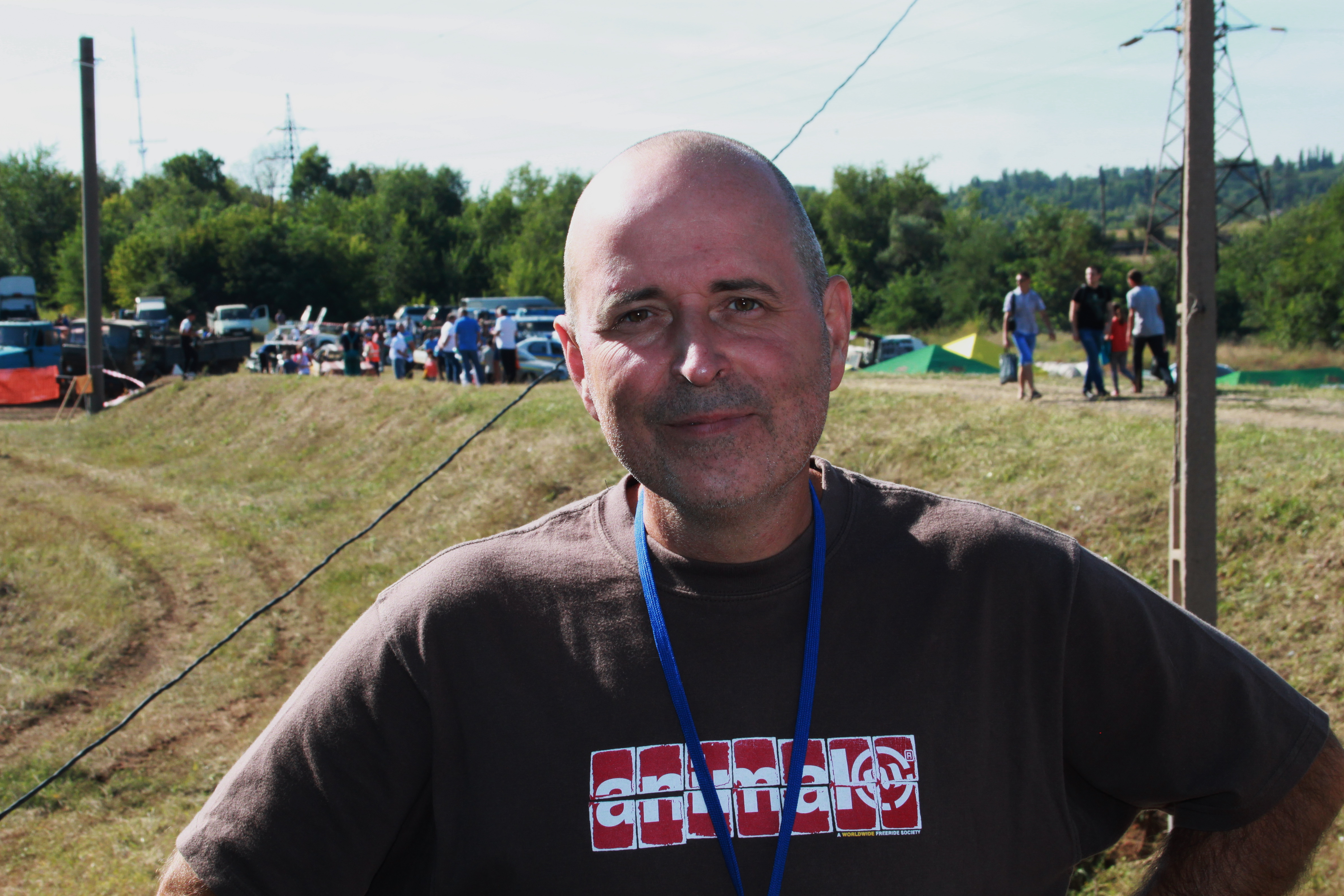
Сергій Тімошов, Кривий Ріг, 22.08.2015

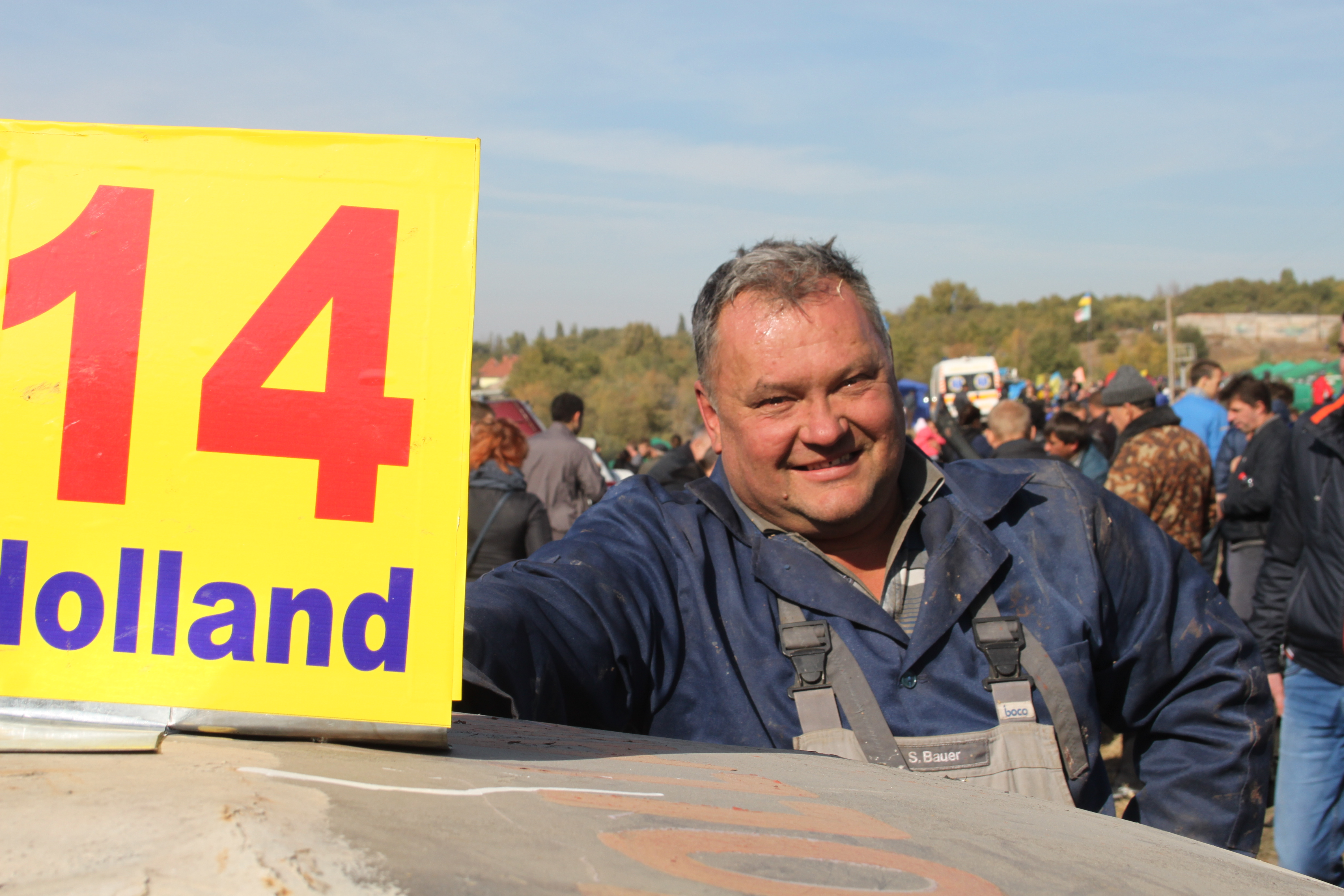
Юрій Юрченко, Кривий Ріг, 17.10.2015

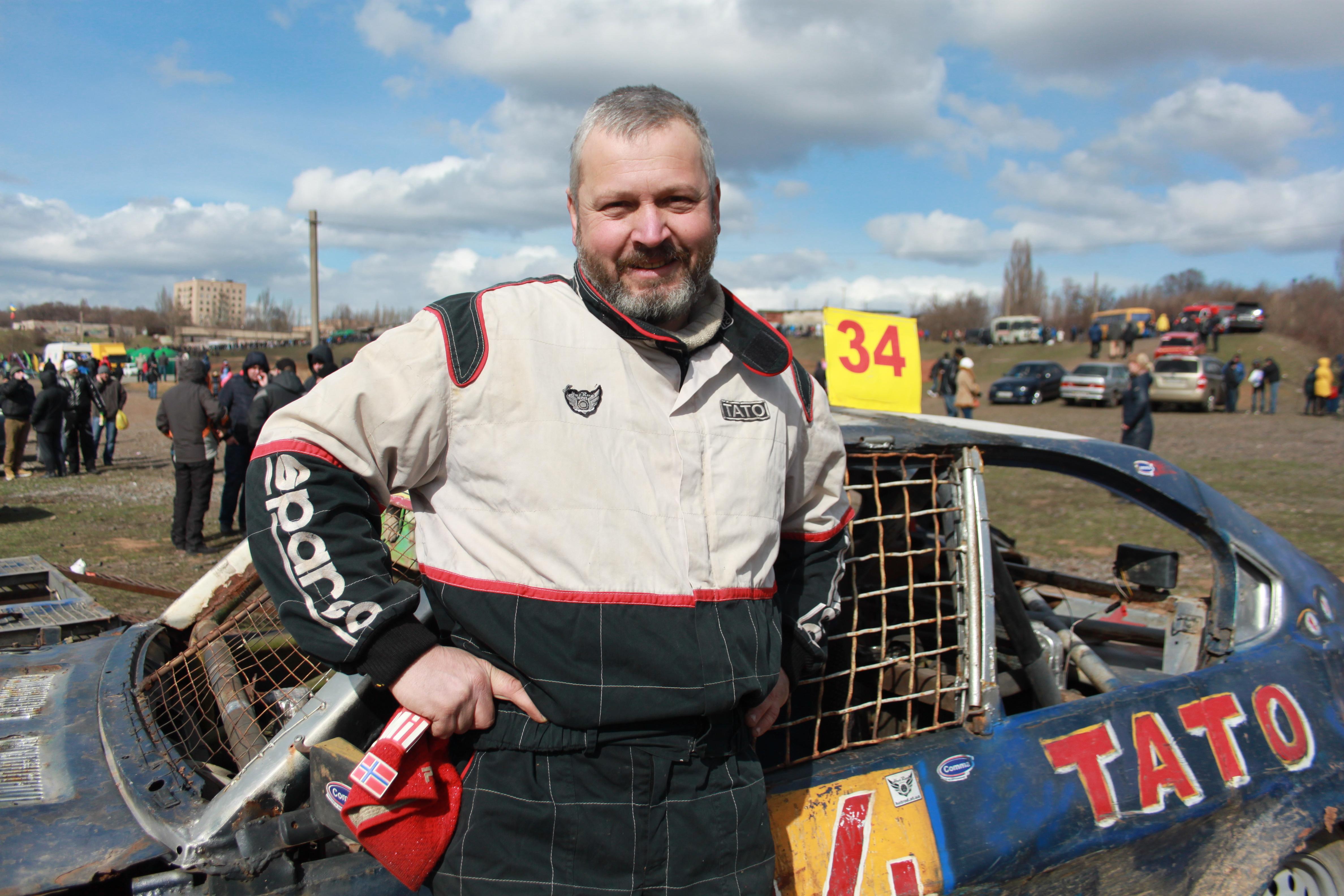
Едуард Колесник, Кривий Ріг, 19.03.2016

Проводяться гонки на виживання і в місті автомобілебудування − Запоріжжі. Вони проходять на трасі «Космічна», а їх основними організаторами виступають самі ж гонщики Тімошов Сергій Олександрович, Юрченко Юрій Володимирович (прізвисько в гонках на виживання − «Голландець») та Колесник Едуард Григорович (прізвисько в гонках на виживання − «Тато»). Дочка Сергія Тімошова − Катерина теж неодноразово брала участь в гонках на виживання, як гонщиця, а пізніше, — як суддя. Ідея провести, так званий, «королівський» заїзд належить гонщикам Запоріжжя Сергію Тімошову та Едуарду Колеснику.
Вперше в історії 11 жовтня 2014 року гонки на виживання пройшли в місті Мелітополі Запорізької області. Це був третій (передостанній) етап сезону 2014 року, який зібрав близько 6000 глядачів.

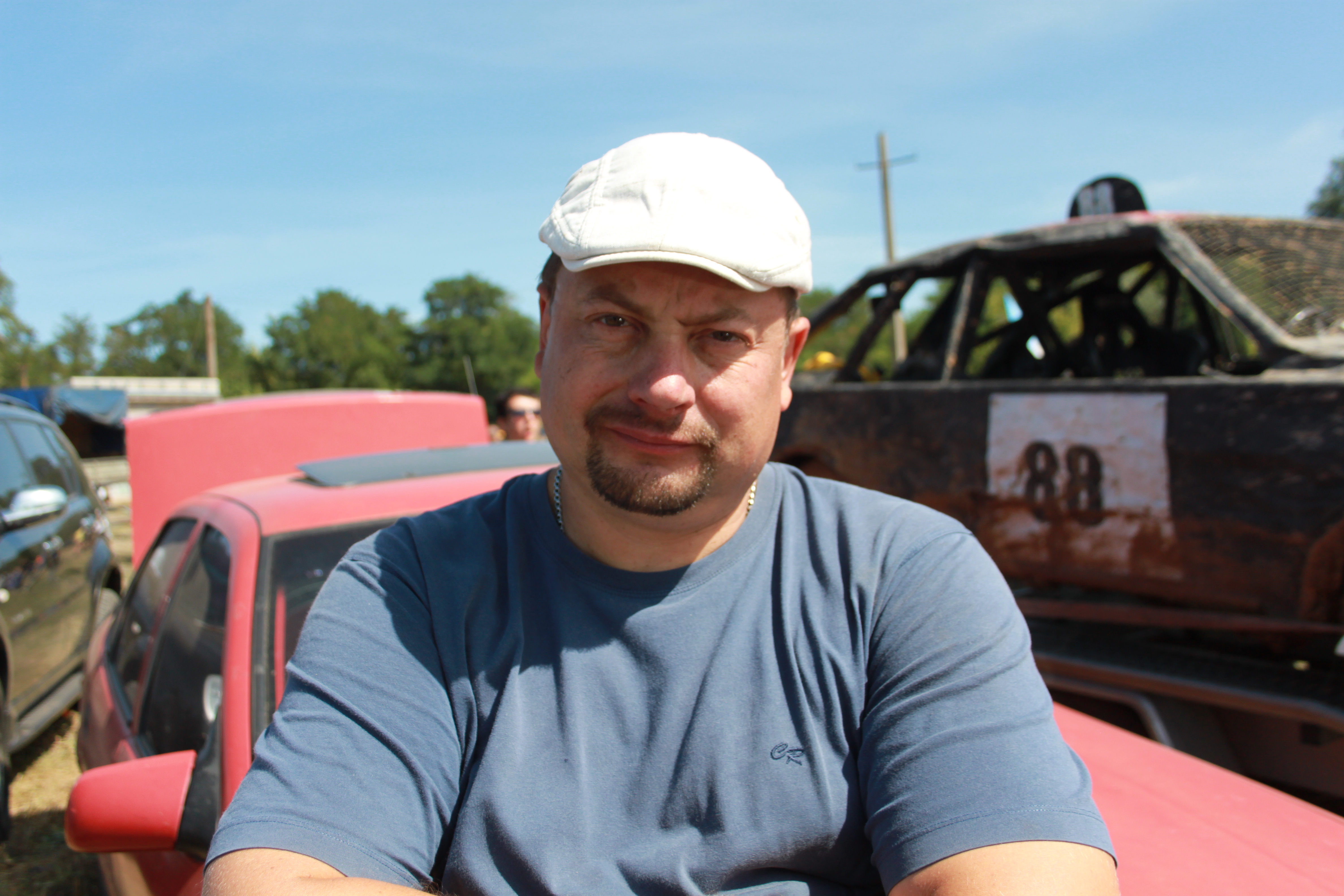
Олександр Кубечко, Кривий Ріг, 22.08.2015

У місті Ірпінь Київської області змагання проводить багаторазовий переможець та призер гонок на виживання Кубечко Олександр Валерійович і його клуб «Адреналін», який він разом зі своїм другом Олегом Гречиною створив в 2005 році при своїй фірмі: Автосервіс «Алекс». Основною метою створення цієї організації було підвищення навичок водіння автомобіля в екстремальних умовах членами клубу і їх участь в гонках на виживання. Для вирішення цих завдань були сконструйовані і виготовлені автомобілі, які відповідають вимогам підвищеної безпеки і витривалості. Першим автомобілем, побудованим в цьому клубі, був «Монстр». Невдовзі було створено ще кілька конкурентоспроможних автомобілів спеціально для гонок на виживання. За короткий термін гонщики клубу, на чолі з лідером Олександром Кубечко, досягли високих результатів в гонках на виживання, що проводяться в Україні. Клуб «Адреналін» веде роботи по реконструкції траси, що знаходиться в місті Буча в районі асфальтного заводу, на якій проходять тренування і змагання.

### Заїзд на вибування

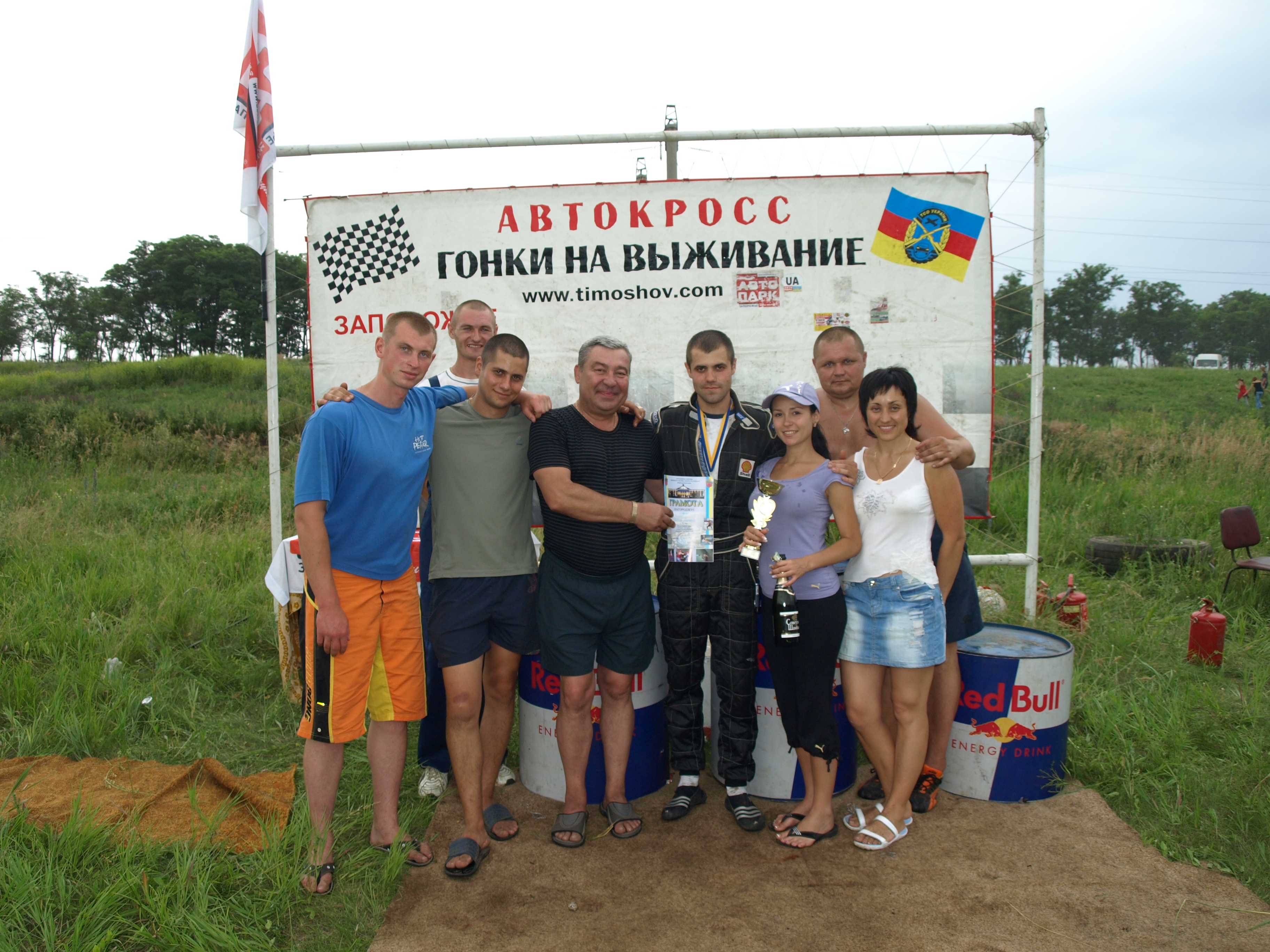
Роман Жосан та група підтримки, Запоріжжя, 27.06.2009

Ідея провести, так званий,  заїзд на вибування належить гонщикам Запоріжжя Сергію Тімошову та Едуарду Колеснику. Влітку 2009 року, а саме: у суботу 27 червня, коли вони проводили гонки на виживання в рідному місті, Сергій та Едуард вирішили після закінчення основних заїздів, під час, коли головна суддівська колегія (ГСК) підводить загальний підсумок змагань, провести заїзд за принципом англ. play-off (на вибування). Вони вирішили, що всі учасники цього заїзду, а це можуть бути учасники основних заїздів або їх механіки, а також інші особи, які відповідають статусу «учасник», стартують з встановленої стартовою зони, але їдуть по скороченій трасі три кола (до фінішу). Гонщик, який прибув на фініш останнім, вибуває з боротьби. Після короткої паузи (приблизно 1 хвилина) дається старт наступному заїзду. Такі гонки на вибування проводяться до тих пір, поки не визначиться абсолютний переможець цього заїзду (кількість таких заїздів залежить від кількості учасників). Першим переможцем того історичного заїзду у Запоріжжі став гонщик з Олександрії Роман Жосан (прізвисько в гонках на виживання − «Бульдозер»). Такий заїзд називали: «заїзд на вибування», «абсолют», але, коментуючи змагання в Олександрії, В'ячеслав Чебишев назвав його «королівським». Така назва стала основною у організаторів гонок на виживання в Олександрії. Але у Кривому Розі такий заїзд називають заїздом на вибування.

### Популярність
Про зростання популярності гонок на виживання в Україні свідчить той факт, що якщо на перші перегони у Кіровограді в 1996 році було подано чотири заявки на участь, то в 2009 році таких заявок на участь було вже сімдесят одна (по всіх етапах). Якщо в 1996 році було проведено всього три етапи гонок, то в 2009 році їх було проведено вже дев'ять.
Абсолютний рекорд по кількості гонщиків, що одночасно стартують в гонках на виживання в Україні було встановлено 31 жовтня 2009 року на трасі «Кривбас-Екстрім». Це був дев'ятий (заключний) етап гонок на виживання, де на старт виїхало 42 автомобілі учасників.

### Правила
У гонках на виживання керуються головним правилом: «Все, що не заборонено, те дозволено». 
У гонках на виживання категорично забороняється: 
- врізатися у двері водія і автомобілі, що стоять; 
- рухатися в напрямку, протилежному до прийнятого; 
- скорочувати дистанцію (шляхом «зрізань» траси). 
Надання технічної та іншої допомоги під час проведення заїзду заборонено (ця вимога не стосується тих випадків, коли виникає серйозна загроза гонщику, суддям або глядачам). 
Допускається допомога одного автомобіля іншому, шляхом підштовхування (проштовхування) бампером в бампер або бампером в бічну частину, коли водії цих машин усвідомлено роблять такі маневри.
До участі в гонках на виживання допускаються особи (чоловіки і жінки), які мають посвідчення водія відповідної категорії, медичну страховку, що пройшли мандатну, технічну та медичну комісії і отримали позначку про допуск до змагань в заявочному листі.
Гонки на виживання проводяться на підставі базового документа. Це «Положення про гонки на виживання». Таке «Положення ...» розробляється під кожне конкретне змагання і затверджується відповідальною особою (це може бути мер міста, президент клубу-організатора та інші уповноважені особи). Якщо гонки на виживання проводяться в кілька етапів, то для всіх передбачених етапів може бути єдине «Положення ...», затверджене авторитетною особою, якій довірили (простою більшістю) право підпису організатори всіх цих етапів. Під час проведення такої серії (циклу) гонок, при необхідності, таке «Положення ...» може коригуватися. 
До початку змагань кожен учасник зобов'язаний заповнити такий заявочний лист (встановленої форми). Поставивши свій підпис у цьому заявочному листі, учасник автоматично підпорядковується «Положенням ...», технічним вимогам до автомобілів для участі в гонках на виживання та іншим документам, які належать до конкретної гонки.
Кількість учасників і команд в гонках − не обмежується.
Будь-які фальсифікації з боку гонщиків (представників команд), їх некоректна поведінка, караються зняттям гонщика (команди) зі змагань, а результат анулюється.
Автомобілі учасників повинні бути підготовлені згідно з технічними вимогами до автомобілів для участі в гонках на виживання і мати стартовий номер. У гонках на виживання машина або гонщик можуть мати прізвисько, але ця умова − не обов'язкова. Бойові автомобілі дозволяється оформляти будь-якими пристойними малюнками і написами, включаючи рекламу свого спонсора. На прохання організаторів, учасники зобов'язані нанести на свої автомобілі запропоновану ними (організаторами) рекламу (наклейки), наприклад, спонсорів даних змагань.
Черговість вибору місця на старті першого заїзду визначається жеребкуванням, що проводиться ГСК в присутності учасників. Черговість виходу на старт в кожному наступному заїзді визначається зайнятим місцем у попередньому заїзді. Старт дається з місця при працюючих двигунах автомобілів за помахом судді зеленим прапором або за допомогою електронної системи старту з п'ятьма червоними сигнальними ліхтарями від світлофора. Головний суддя має право затримати старт заїзду, але не більше ніж на 5 хвилин. Лінія старту повинна мати по обидві сторони вказівники «Старт» (напис наноситься з обох сторін). Вони можуть бути у вигляді спеціальних тумб або щитів. При розстановці автомобілів на старт, у стартовій зоні можуть знаходитися тільки уповноважені особи (судді, організатори змагань, співробітники правоохоронних органів). Всім іншим знаходження в стартовій зоні категорично забороняється. Розстановка автомобілів на старті проводиться в кілька рядів (залежно від кількості учасників). За вчинений фальстарт, гонщик, його допустив, піддається покаранню «Stop and go» − зупинкою на 10 секунд після проходження першого або другого кола. При масовому фальстарт − дається повторний старт (рестарт) після повернення всіх гонщиків в стартову зону.
Траси повинна бути безпечною для гонщиків, маршалів (суддів на дистанції) і глядачів. По ширині траса позначається габаритними воротами, шляхом встановлення прапорів з внутрішньої і зовнішньої сторони траси один навпроти одного. Колір таких прапорів − білий. Кількість габаритних воріт повинна бути достатньою, щоб усім була чітко зрозуміла конфігурація траси. Якщо гонщик не пройшов габаритні ворота, а «зрізав» трасу, то він знімається з заїзду (очки, зароблені до його зняття − зберігаються). Рух по трасі допускається тільки в одному встановленому напрямку. Якщо автомобіль учасника суперники витіснили за межі траси, він повинен повернутися на трасу в тому ж самому місці, де це сталося. Довжина і ширина проїжджої частини траси для гонок на виживання варіюються в широкому діапазоні: довжина від 400 метрів до 1000 метрів і більше, а ширина від 6-8 метрів до 10-15 метрів і більше. Якщо організатори мають намір проводити «королівський» заїзд, повинен бути передбачений короткий варіант траси  (шляхом «відсікання» її значної частини та проїзду гонщиків по об'їзній ділянці, яка на час основних заїздів перекривається на в'їзді та виїзді біло-червоною стрічкою).
У разі неможливості продовження гонки учасник зобов'язаний зійти з траси. Тут можливо кілька сценаріїв розвитку подій: 
а) гонщик може залишатися в автомобілі з пристебнутими ременями безпеки до закінчення заїзду;
б) прийнявши всі заходи особистої безпеки, гонщик може покинути автомобіль.
Учасник, який залишив автомобіль, несе повну відповідальність за свою безпеку і не має права продовжити заїзд.
Евакуація залишених на трасі машин в парк гонщиків проводиться в перерві між заїздами.
У разі перекидання автомобіля на бік або на дах, можливі ті ж самі сценарії. Якщо спеціальна бригада оперативно поставить такий автомобіль на колеса, учасник з заїзду виключається. При цьому очки, зароблені до перекидання, зберігаються. Але якщо гонщик зробить спробу продовжити заїзд, ці очки анулюються, а гонщик знімається з дистанції чорним прапором.
Лінія фінішу на трасі повинна мати по обидві сторони вказівники «Фініш» (напис наноситься з обох сторін). Вони можуть бути у вигляді спеціальних тумб або щитів. Для кожних змагань встановлюється контрольний час. Він може визначатися довільно, наприклад, 2-3 хвилини або розраховуватися за простою формулою: час проходження кола лідером множиться на два і округлюється до цілих в більшу сторону. Після фінішу лідера починається відлік контрольного часу за секундоміром. За цей час учасники повинні фінішувати незалежно від кількості пройдених ними кіл. Після закінчення контрольного часу, заїзд завершується. Тим з гонщиків, хто не перетнув лінію фінішу до закінчення контрольного часу, місце в заїзді не виводиться і в залік їм йде лише кількість пройдених кіл.
За допущені порушення до гонщиків застосовуються штрафні санкції, аж до зняття з перегонів. Це входить в компетенцію ГСК і, в першу чергу, головного судді.
Протести і апеляції ГСК приймає лише в письмовому вигляді протягом 10 хвилин після офіційного повідомлення результатів заїзду або підсумкових результатів. Протести і апеляції повинні бути лаконічними і містити конкретні зауваження на предмет передбачуваних порушень.

### Прапори
Під час проведення гонок на виживання використовуються наступні прапори (600 х 700 мм):
|  | Жовтий прапор з двома чорними діагональними смугами (може бути замінений табличкою з чорною цифрою 1 на білому фоні) − гонщики пішли на останнє коло; |
|  | Прапор з чорно-білими клітинами (клітини, стандартним розміром 10х10 см, чергуються в шаховому порядку) − фініш; |
|  | Червоний прапор − повна зупинка всіх учасників перегонів; |
|  | Чорний прапор (щоб уникнути плутанини, разом з прапором може бути показана табличка чорного кольору з написаним на ній білим стартовим номером учасника, що зупиняють) − зупинка конкретного учасника; |
|  | Жовтий прапор − увага, небезпека! Якщо прапор тримається нерухомо, це означає, що попереду перешкода, знизити швидкість (при цьому забороняється будь-який обгін, крім об'їзду перешкоди). Якщо цим прапором роблять інтенсивні помахи, то це означає, що попереду серйозна перешкода, знизити швидкість і бути особливо уважним (при цьому забороняється будь-який обгін, крім об'їзду перешкоди);                                                                                          |
|  | Зелений прапор − небезпека минула. Він скасовує дію жовтого прапора. Цей же прапор, якщо відсутня електронна система старту з п'ятьма червоними сигнальними ліхтарями від світлофору, служить для помаху при старті (сигналізує про момент початку руху зі старту). Зелений прапор служить для подачі сигналу із зони старту про повну готовність до початку заїзду. Маршали (судді на дистанції) на трасі підняттям зеленого прапора сигналізують про свою готовність до проведення заїзду; |
|  | Білий прапор − служить для позначення габаритних воріт на трасі. |

Зона дії жовтого прапора закінчується після об'їзду перешкоди (затор, перевернутий автомобіль або кілька автомобілів тощо). Дію жовтого прапора скасовує зелений прапор, після усунення небезпеки на трасі. Застосування суддівською колегією (як правило, головним суддею) чорного або червоного прапорів, вимагає від гонщиків негайного зниження швидкості і сходу з траси з дотриманням при цьому всіх заходів безпеки. Учасники, які не підкоряються діям прапорів, виключаються з перегонів, а їх результати анулюються.

### Технічні вимоги
До автомобілів, що можуть брати участь у змаганнях, існують наступні вимоги:
1. До гонок на виживання допускаються легкові автомобілі з приводом на одну вісь (несучий елемент конструкції автомобіля − кузов). Паспортна вага не повинна перевищувати 1600 кг, а об'єм двигуна не більше 3500 куб.см.
2. Дозволяється зміна компоновки автомобіля із заміною агрегатів, яка не виходить за габарити стандартного кузова. При цьому жорсткість кузова не повинна бути зменшена. Автомобілі повинні мати закритий кузов з твердим дахом (без відкидного або знімного верху). Дозволяється використання пристосувань для захисту агрегатів знизу автомобіля. Ці захисні пристрої заборонено виготовляти з титану, магнію або сплавів на їх основі.
3. Дозволяється використання тільки автомобільних товарних сортів бензину. Забороняється будь-який наддув. Як окислювач у двигун може вводитися тільки повітря з навколишньої атмосфери. Кожен автомобіль повинен мати тільки один двигун. Спарені двигуни не дозволяються.
4. Необхідні, як мінімум, два плечових і один поясний ремені безпеки. Кріплення для поясних ременів − у двох точках, для плечових ременів також у двох точках, причому обидва плечових ременя повинні мати окремі точки кріплення. Дозволяється використання серійних заводських автомобільних ременів безпеки (виробник Norma або аналогічних), що мають для двох плечових ременів одну спільну точку кріплення. Гальмівна система повинна бути виконана за двоконтурною схемою.
5. Лобове скло повинне бути з багатошарового скла або з полікарбонатного матеріалу. Лобове скло не повинно мати серйозних дефектів, що впливають на безпеку водія і оглядовість. Лобове скло може бути замінено або доповнено металевою сіткою, що покриває всю поверхню скла. Чарунки сітки від 25×25 мм до 50×50 мм, а товщина дроту не менше 2-3 мм. У разі застосування сітки замість лобового скла, водій зобов'язаний мати захисний прозорий щиток на шоломі або захисні окуляри. Дозволяється замінювати такою ж сіткою і всі інші стекла автомобіля. Бічні стекла можуть бути замінені негорючим і безосколковим пластиком, завтовшки не менше 5 мм. Допускається мати скло або сітку тільки попереду і на двері водія.
6. Сидіння водія має бути міцно закріплено. Якщо використовується заводська конструкція сидіння, змонтованого на напрямних, і з регульованою спинкою, то ці елементи повинні бути надійно заблоковані і нерухомі. Сидіння повинно включати в себе підголівник, який здатний чинити опір масі 17 кг при прискоренні 5 g. Розміри підголівника повинні бути такими, щоб голова водія не могла бути затиснута між підголівником і дугою каркаса безпеки. Рекомендується кріпити сидіння водія до верхньої частини каркаса безпеки і закривати простір між підголівником і дугою каркаса безпеки або дахом автомобіля.
7. Ємності для пального, масла і охолоджувальної рідини повинні бути відокремлені від місця (зони) водія вогнетривкими перегородками таким чином, щоб, у разі витоку, рідина не могла потрапити в місце (зону) водія. Така ж перегородка повинна відокремлювати місце (зону) водія від моторного відсіку і від деталей випуску. Паливний бак повинен знаходитися між арками коліс і його наливна горловина не повинна виступати за габарити автомобіля. Кришка наливної горловини повинна надійно замикатися, виключаючи випадкове відкриття. Вентиляція паливного бака повинна бути без витоку палива. Максимальна місткість паливного бака 20 літрів. Паливний бак повинен бути розташований не ближче 30 см від краю кузова. Як виняток дозволяється використання стандартного бензобака на автомобілях ВАЗ 2108 (2109), але при наявності додаткового захисту. Обмежень по радіатору рідинного охолодження, включаючи його ємність, − немає (не контролюється). Допускається будь-яке його розташування. У разі розміщення радіатора в салоні автомобіля, водій повинен бути огороджений від нього вогнетривкими перегородками. Дозволяється встановлення додаткових вентиляторів системи охолодження двигуна.
8. Рекомендується вимикач маси встановлювати попереду місця (зони) водія з лівого боку перед лобовим склом або сіткою, що його замінює. Він повинен мати ясно позначені положення «включено» і «вимкнено».
9. Дозволяється піднімати глушники. Вихлоп повинен бути спрямований назад або убік. При цьому вихлопна система не повинна виступати за межі габаритів автомобіля більш ніж на 150 мм при вихлопі назад, а в разі вихлопу в сторону, закінчення вихлопної труби не повинне виступати за габарити автомобіля. Повинен бути передбачений ефективний захист від опіків, як самого водія, так і інших учасників.
10. Бампери, що не становлять частину кузова, повинні бути зняті разом з кронштейнами кріплення бамперів. Бампери, які є складовою частиною кузова, можуть бути залишені і посилені на загальних підставах (дивися п.14). Матеріал бамперів, які є частиною кузова, може бути замінений за умови збереження форми і розмірів заводських бамперів. Зовнішні обводи (контури) кузова повинні відповідати даної моделі автомобіля.
11. Двері, капот і кришка багажника повинні зберігати зовнішню форму базового автомобіля і повинні бути виготовлені з металу. Їх внутрішню оббивку можна видалити. Обмежень по дверних петлях і зовнішнім ручкам дверей − немає (не контролюється). Замки дверей можна замінювати будь-якими, але не менш ефективними. Капот і кришка багажника повинні бути закріплені в чотирьох точках (дві петлі і два замки) і повинні відкриватися зовні. Заводські пристрої замикання капота і багажника повинні бути зняті. У капоті дозволяється вентиляційний отвір, виконаний так, щоб через нього не було видно ніяких частин, що обертаються. Крила автомобіля повинні мати форму відповідну даної моделі, і можуть виготовлятися з будь-якої марки металу або пластику. Крила повинні закривати колеса на всю ширину і не менш ніж на 1/5 окружності колеса. У крилах допускаються отвори для охолодження. Такі отвори, розташовані за задніми колесами, повинні мати такі жалюзі, щоб не було видно шин. Під крилами дозволяється розміщувати різні механічні частини, але не закріплені на самому крилі.
12. Обмежень по внутрішньому обладнанню салону − немає (не контролюється). Перегородки, що відокремлюють місце (зону) водія від моторного відсіку повинні бути виконані з металу. Допускається їх доопрацювання, необхідне для розміщення змінених деталей двигуна і трансмісії, а також з міркувань пожежної безпеки. При цьому змінені деталі не повинні виступати в зону (відділення) водія більш ніж на 200 мм. Дозволяється змінювати днище кузова, за умови, що воно не буде вище дверного отвору автомобіля. Така зміна допускається при установці нової трансмісії, підвіски.
13. При зміні розташування акумуляторної батареї повинні бути дотримані такі вимоги:
− акумулятор повинен розташовуватися на металевому піддоні з закраїнами, що охоплюють з боків його низ і кріпитися металевою пластиною з двома точками кріплення або, як мінімум, двома сталевими стрічками, що охоплюють його;
− зверху акумулятор і елементи, що його кріплять повинні бути закриті суцільним пластмасовим, гумовим або металевим кожухом для запобігання витоку електроліту при будь-якому положенні машини. Обов'язково має бути вентиляція, що відводить пари з-під кожуха акумулятора за межі автомобіля. Електричні роз'єми повинні бути ізольовані.

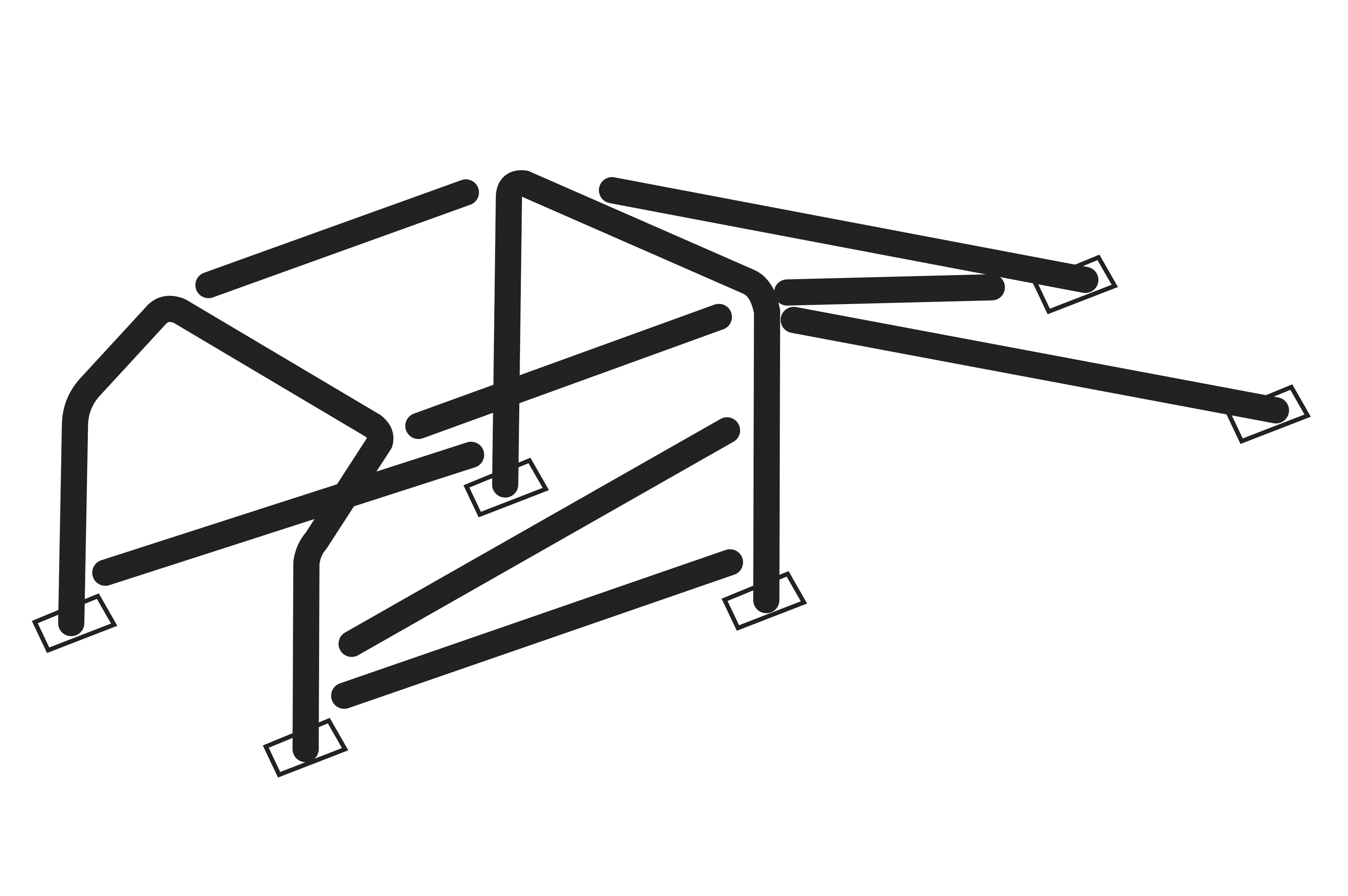
Каркас безпеки автомобіля

14. Дуги безпеки виготовляють з цільного відрізка труби, починаючи з місць кріплення до кузова. Виготовлення дуг з відрізків труби, з'єднаних зварюванням або іншими способами не допускається. Вигини труби повинні бути плавними (без складок і зминання стінок). Зварювання елементів повинне бути високої якості, з повним проваром швів. Для болтових з'єднань, що застосовуються при кріпленні дуг, не допускається використання болтів і гайок з квадратними головками. Забороняється робити в дугах отвори, крім отворів, необхідних для контролю товщини стінки. Забороняється встановлювати на дугах елементи кріплення ременів безпеки. З метою отримання ефективного каркаса безпеки, дозволяється часткова зміна оригінальної оббивки, прилеглій безпосередньо до каркаса безпеки, наприклад, за рахунок вирізання або вминання. Точки кріплення каркаса безпеки до днища кузова, повинні бути посилені сталевими пластинами завтовшки не менше 3 мм і площею не менше 120 кв.см, які надійно приварюються до днища кузова. Каркас безпеки повинен бути надійно закріплений до днища кузова автомобіля за допомогою болтового з'єднання або зварки. Нижні розпірки між передньою і задньою дугами повинні проходити на рівні порога кузова автомобіля.
Каркас безпеки повинен бути виконаний з суцільнотягнутих безшовних труб діаметром не менше 40 мм з товщиною стінки не менше 2,5 мм. Дозволяється додаткове посилення кузова автомобіля порожнистими трубами з зовнішнім діаметром не більше 40 мм і товщиною стінки не більше 2,5 мм. Конструкція повинна бути замкнутої форми, а радіус вигину труб повинен бути не менше 100 мм.
15. Все автомобілі повинні мати стартові номери, нанесені на кузові автомобіля з двох сторін. Допускається встановлювати на даху додаткові двосторонні таблички, розміром 240×350 мм. Кути цих табличок повинні бути закруглені і не мати гострих різальних крайок.